# Rüsselsheim am Main

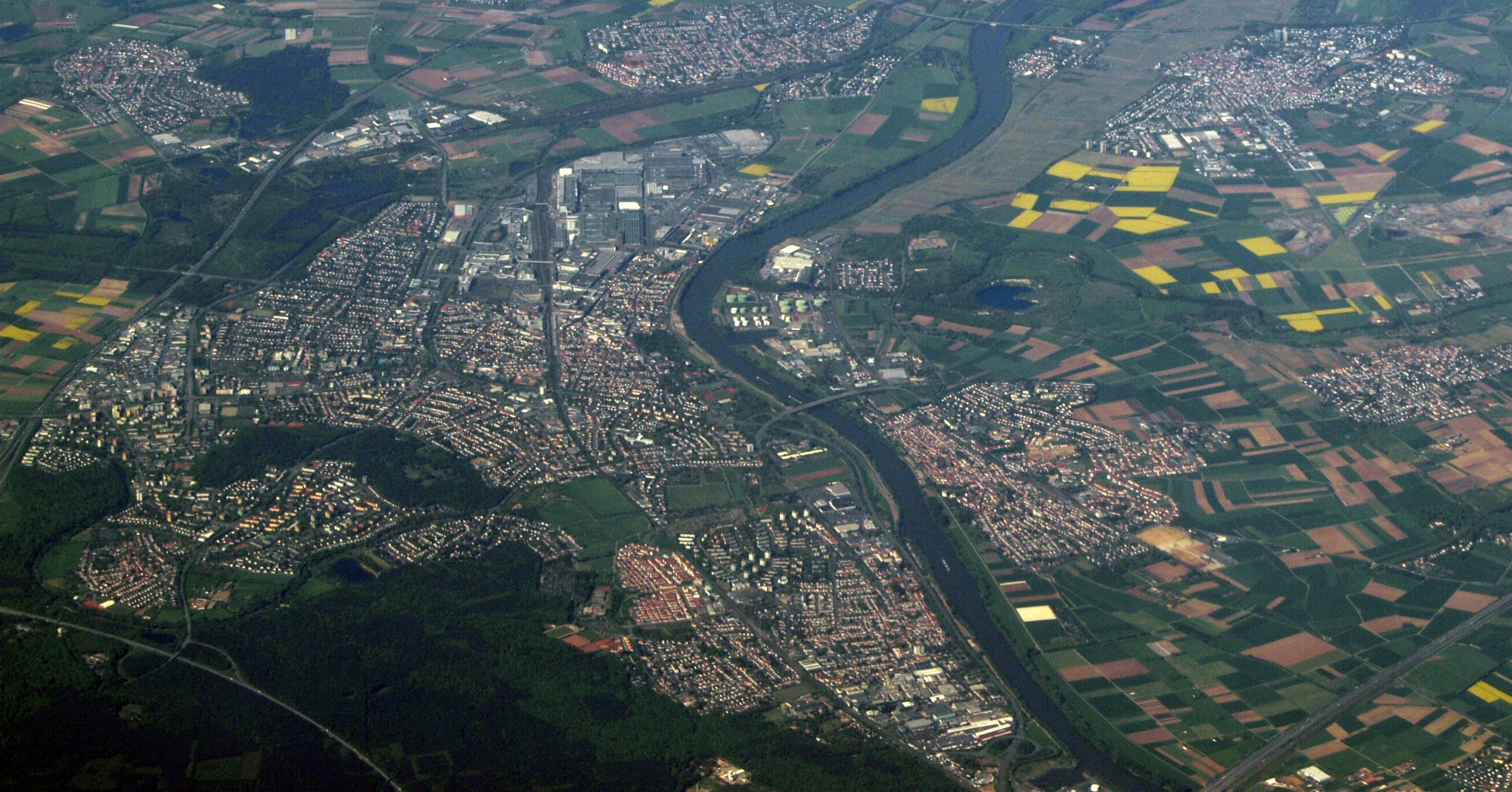
Rüsselsheim aus der Luft, links im Bild

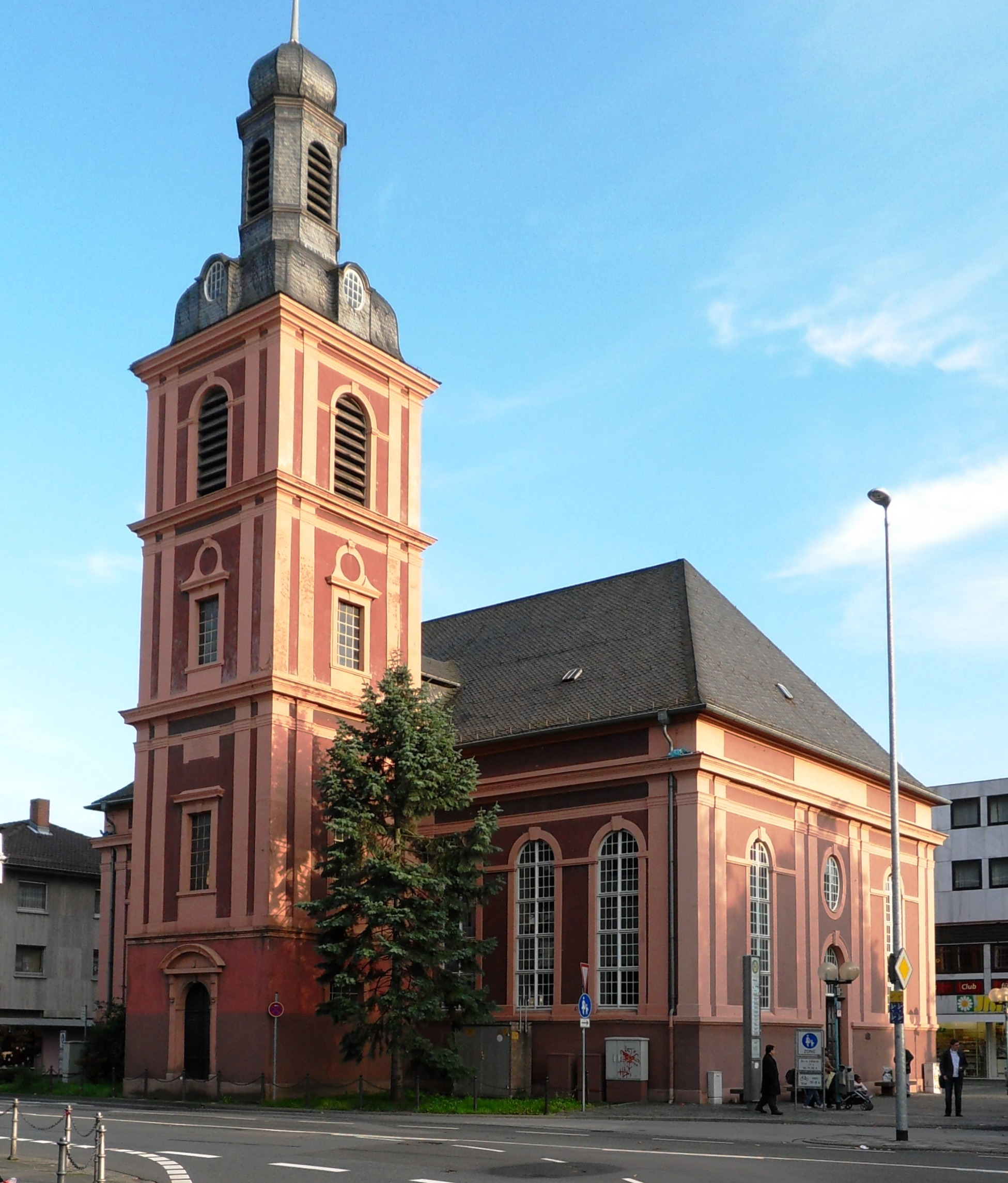
Evangelische Stadtkirche

Fußgängerzone

Rüsselsheim am Main (bis zum 30. Juli 2015 Rüsselsheim) ist mit rund 67.000 Einwohnern die größte Stadt des Landkreises Groß-Gerau im Regierungsbezirk Darmstadt innerhalb des Rhein-Main-Gebietes, zudem ist es die zehntgrößte Stadt des Landes Hessen und Teil der Stadtregion Frankfurt.
Internationale Bekanntheit erlangte Rüsselsheim durch den Automobilhersteller Opel.
Am 30. Juli 2015 gab die Stadt die offizielle Umbenennung von Rüsselsheim in Rüsselsheim am Main bekannt. Hierfür hieß das Hessische Ministerium des Innern und für Sport einen Antrag der Stadt Rüsselsheim gut. Grund für den Namenszusatz sei die positive Besetzung des Mains als Natur-, Freizeit- und Wirtschaftsfaktor. Die Verwendung der Namensergänzung „a. M.“ lässt sich historisch belegen.

## Geografie

### Geographische Lage
Rüsselsheim liegt zwischen Frankfurt am Main und Mainz. Der südliche Teil des Frankfurter Flughafens liegt teilweise auf dem Gebiet der Stadt. Rüsselsheim ist eine von sieben Sonderstatusstädten des Landes Hessen und liegt am Unterlauf des Mains, nur wenige Kilometer vor dessen Mündung in den Rhein bei Mainz-Kostheim (Stadtteil der Landeshauptstadt Wiesbaden).

### Nachbargemeinden
Im Norden trennt der Main Rüsselsheim von den beiden Nachbarstädten Hochheim und Flörsheim (beide Main-Taunus-Kreis). Im Nordosten grenzt es an die kreisfreie Stadt Frankfurt am Main und die Stadt Raunheim, im Osten an die Stadt Mörfelden-Walldorf, im Süden an die Gemeinden Nauheim und Trebur sowie im Westen an die Stadt Ginsheim-Gustavsburg und die Gemeinde Bischofsheim. Rüsselsheim liegt dabei zentral im Rhein-Main-Gebiet zwischen den vier Großstädten Mainz und Wiesbaden im Westen sowie Frankfurt im Osten bzw. Darmstadt im Südosten, an die es verkehrlich sehr gut angebunden ist. Keine der genannten Städte liegt weiter als 30 Kilometer von Rüsselsheim entfernt.

### Stadtgliederung
Das Stadtgebiet setzt sich zusammen aus den Gemarkungen
- Rüsselsheim als die Kernstadt im Norden
- Haßloch östlich davon
- Königstädten im Südosten
- Bauschheim im Südwesten sowie
- Rüsselsheimer Wald östlich von Haßloch

Untergliedert ist das Stadtgebiet in eine Reihe von Stadtbezirken statistischer Art, deren Zuschnitt sich nicht an den Gemarkungsgrenzen orientiert. Er folgt eher Merkmalen der Infrastruktur, wie dem Verlauf wichtiger Verkehrswege. Die folgenden Stadtbezirke werden unterschieden:
1. Innenstadt: (021)
2. Ramsee, Rübgrund, Kolonie, Eichgrund: Ramsee (022), Rübgrund und Kolonie (023), Eichgrund (025)
3. Berliner Viertel: (026)
4. Dicker Busch I und II: Dicker Busch I (036), Dicker Busch II (033)
5. Friedrich-Ebert-Siedlung, Hasengrund: Friedrich-Ebert-Siedlung (024), Hasengrund (051)
6. Böllensee-Siedlung: (011)
7. Alt-Haßloch, Haßloch Nord, Horlache: Horlache (031), Alt-Haßloch (032), Haßloch außerhalb (034), Haßloch Nord (035)
8. Alt-Königstädten: Königstädten (041), Hasengrund (052)
9. Königstädten „Blauer See“: Blauer See I (042), Blauer See II (043), Wohngebiet Blauer See II (044)
10. Alt-Bauscheim: Außerhalb (061), Ortsmitte (062)
11. Bauschheim „Im Weinfass“: (063)
12. Opelwerk: (013)

Die Stadtbezirke Königstädten „Blauer See“ sind das bislang letzte große Erschließungsprojekt der Stadt Rüsselsheim. Neben Wohnbebauung ist dort auch ein Gewerbepark entstanden. Dieser wurde für etwa 5.000 bis 7.000 hochqualifizierte Arbeitsplätze im High-Tech-Bereich berechnet. Angesiedelt haben sich dort unter anderem Hyundai/Kia mit einem Entwicklungszentrum und Speditionen sowie das Druckzentrum der Verlagsgruppe Rhein Main.

## Geschichte

### Mesolithikum bis Römerzeit
Funde spätpaläolithisch-mesolithischer Werkzeuge und Abschläge an der Fundstelle Rüsselsheim 122 deuten auf Jäger im Rüsselsheimer Raum vor ca. 13.000 Jahren hin.
In der Literatur finden sich Angaben zu Funden aus römischer Zeit (Särge, Urnen und Backsteine), die auf eine befestigte Römerstraße entlang des Mains schließen lassen.

### Historische Namensformen
In erhaltenen Urkunden wurde Rüsselsheim unter den folgenden Namen erwähnt (jeweils mit dem Jahr der Erwähnung):
- 764/5 Rucile(n)sheim
- vor 1130 Ruozcelenesheim
- 1275 Ruozelsheim
- 1336 Rubelnsheim
- 1640 Ruselsheim
- 1840 Rüsselsheim

### Mittelalter
Grabfunde aus dem 7. Jahrhundert belegen die Existenz eines fränkischen Dorfes Heim des Rucilin oder Rucilen. Rüsselsheim ging in der ersten Hälfte des 6. Jahrhunderts aus einer fränkischen Siedlung hervor. Erstmals urkundlich erwähnt wurde „Rucilesheim“ (Bedeutung: Heim des Ruciles oder Rucilin) in einer Bestandsaufnahme königlicher Nutzungsrechte, dem Lorscher Reichsurbar (um 840). Eine Änderung der Verhältnisse ist urkundlich erst an der Wende zum Spätmittelalter zu belegen. Von da an sorgten Schenkungen und Verpachtungen für eine Zersplitterung des Grundbesitzes. Die Geschichte Rüsselsheims seit der zweiten Hälfte des 13. Jahrhunderts ist vom häufigen Wechsel der Besitzrechte und Herrschaftsbefugnisse geprägt. Für die dort lebenden Bauern bedeutete dies, dass mehrere Herrschaftsrechte (Grund-, Leib- und Gerichtsherrschaften) nebeneinander existierten und sie damit Untertan mehrerer Herren waren. In einer verkürzten Darstellung ergaben sich folgende Hoheitsbefugnisse:
- 1275: Leute und Grundbesitz von Rüsselsheim gingen an Werner von Münzenberg.
- Übergang der Rechte an die Ritter von Heusenstamm.
- 1323: Verkauf des Besitzes an den Ritter Hartmut V. von Cronberg. Aus diesem Vertrag ergab sich, dass Rüsselsheim bereits ein Lehen der Grafen von Katzenelnbogen war und diese als die eigentlichen Herren des Ortes bezeichnet werden müssen.
- 1355: Lehnsherr Graf Wilhelm II. von Katzenelnbogen erlaubte Hartmann dem Jüngeren von Cronberg einen Teil der Einkünfte aus Rüsselsheim seiner Gattin zu vermachen.
- Am Beginn des 15. Jahrhunderts entwickelte sich eine heftige Fehde zwischen den Grafen von Katzenelnbogen und ihren Cronberger Lehensnehmern, in dessen Verlauf der Besitz mit allen Rechten an die katzenelnbogische Herrschaft überging.

Die Grafen von Katzenelnbogen festigten 1425 ihre Position in dieser Region durch den Erwerb der Dörfer Seilfurt (der Ort Seilfurt grenzte westlich an Rüsselsheim, brannte aber infolge eines Blitzschlages 1534 ab. Die Einwohner schlossen sich dem benachbarten Rüsselsheim an. Seilfurt hatte noch vor Haßloch eine eigene Kirche und war eigene Pfarrei) und Raunheim sowie der Vogtei Trebur. Rüsselsheim nahm gegenüber den umliegenden Dörfern im frühen 15. Jahrhundert eine privilegierte Position ein, da es von den Grafen von Katzenelnbogen als Amtssitz bestimmt wurde. Eine Rüsselsheimer Kellereirechnung aus dem Jahr 1435 gilt als bisher ältester bekannter Nachweis der Rebsorte Riesling. 1437 erhielten die Grafen von Kaiser Sigismund die Gnade, eine schon vor Jahrzehnten begonnene Burg am Main zu vollenden. In diesem Vertrag bekam Rüsselsheim weitere Rechte, wie sie zu dieser Zeit für andere „Städtlein“ üblich waren. Da die große Zeit der Städtegründungen aber längst vorbei war, teilte Rüsselsheim das Los mit vielen spätmittelalterlichen Minderstädten, in denen der bäuerliche Bevölkerungsanteil dominierte und die kaum spezialisiertes Handwerk aufweisen konnten.

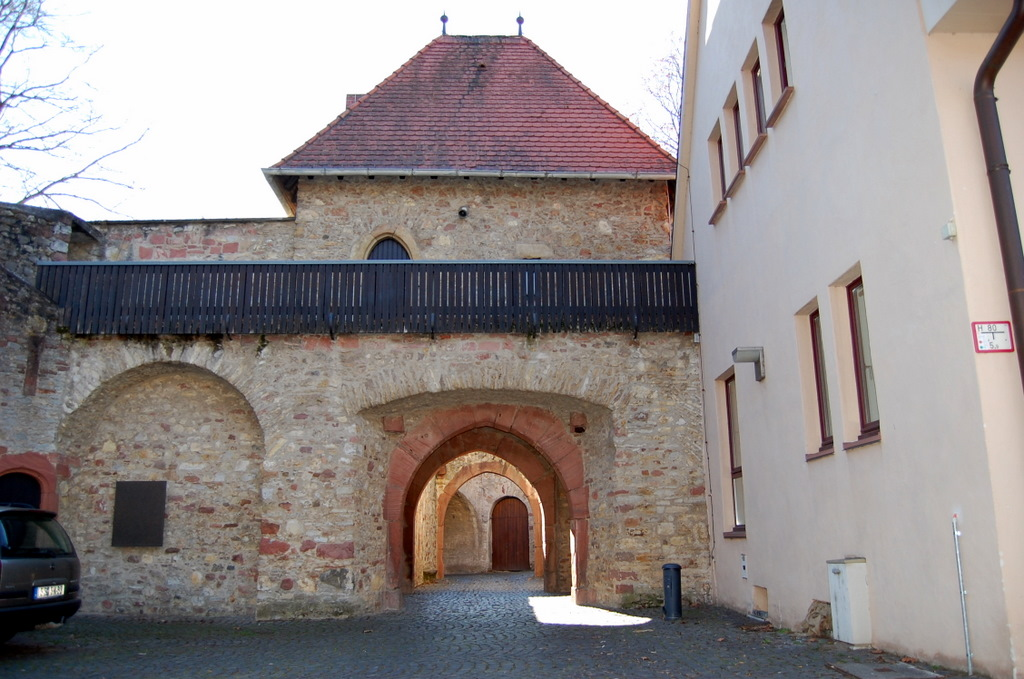
Festung

Im Mittelalter und in der frühen Neuzeit ist die geschichtliche Entwicklung der Festung Rüsselsheim sicher bedeutsamer als die des Ortes selbst. Sie entwickelte sich aus einer Burg am Main und sollte mehreren Zwecken dienen: dem Expansionsstreben des Mainzer Erzbischofs und der Bedrohung durch die Taunusritterschaft entgegenwirken, die Verbindungswege zwischen den nicht zusammenhängenden Teilen der Ober- und der Niedergrafschaft Katzenelnbogen sichern und durch die Beherrschung von Fluss und Straße lukrative Zolleinnahmen bringen. Letzteres war wohl der Grund dafür, dass die Städte Mainz und Frankfurt am Main 1399 bei König Wenzel gegen die Burg Einspruch erhoben. Im Edikt aus dem Jahr 1437 wurde der Weiterbau der Burg zwar genehmigt, die Errichtung einer Zollstätte aber ausdrücklich verboten. Nach dem Aussterben der Grafen von Katzenelnbogen mit Philipp I. 1479 fiel die Burg als Erbe an die Landgrafen von Hessen. Für den Erbauer Rüsselsheims gibt es in der Literatur einige Quellen, die auf Wilhelm III. um das Jahr 1492 hinweisen.

### Neuzeit

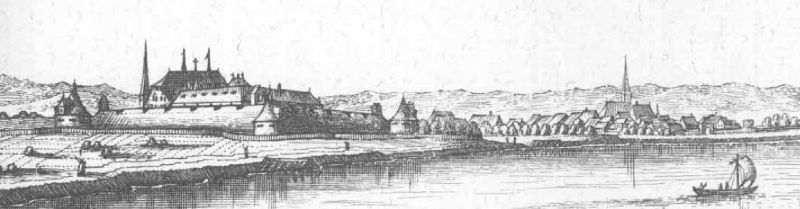
Rüsselsheim – Auszug aus der Topographia Germaniae von Matthäus Merian 1655

Im Zuge der Aufrüstung für den Schmalkaldischen Krieg ließ Philipp der Großmütige die Burg (vermutlich 1530–1540) zu einer quadratischen Festungsanlage ausbauen. Wegen der Niederlage im Schmalkaldischen Krieg wurde die Festung Rüsselsheim 1547 auf Anordnung von Kaiser Karl V. wieder geschleift, aber schon um 1560 erneut wiederhergestellt. Im Dreißigjährigen Krieg galt die Festung als militärisch uneinnehmbar, wechselte jedoch durch vertragliche Regelungen mehrfach den Besitzer. Der Pfälzische Erbfolgekrieg besiegelte das Schicksal der Festung als militärische Anlage: 1688 wurde sie von französischen Truppen eingenommen und bei deren Abzug ein Jahr später endgültig gesprengt. Nach verschiedenen Versuchen, die Restanlagen zu nutzen, beherbergt sie seit 1976 das historische Museum der Stadt. Darüber hinaus sind gegenwärtig in der Festung das Stadtarchiv und der hiesige Heimatverein untergebracht.
Rüsselsheim geriet durch den Übergang der Herrschaft an die Landgrafschaft Hessen in eine ungünstige periphere Lage, so dass sich der Ort wenig entwickelte. Kennzeichnend für die Armut war die Tatsache, dass für den Bau der ersten Pfarrkirche 1514 Holz von der Stadt Frankfurt am Main erbeten werden musste. Im Rahmen der Reformation wurde Rüsselsheim durch seine Zugehörigkeit zu Hessen evangelisch. Ende des 16. Jahrhunderts sprechen einige Anzeichen für eine wirtschaftliche Besserung. 1580 wurde eine eigene Schule errichtet. Der Dreißigjährige Krieg machte die meisten positiven Ansätze wieder zunichte. Rüsselsheim wurde mehrfach überfallen. Dazu raffte 1635 eine Pestepidemie einen Großteil der Anwohner dahin.
Wegen des desolaten finanziellen Zustandes der Landgrafschaft Hessen-Darmstadt scheiterten Pläne, Rüsselsheim zu einer Handelsstadt auszubauen. Rüsselsheim bewahrte aber dennoch seine Funktion als regionaler Verwaltungs- und Marktmittelpunkt. In seiner Geschichte erhielt Rüsselsheim mehrmals Marktrechte, das erste Mal bereits 1437 in Verbindung mit dem Erhalt der Stadtrechte durch Kaiser Sigismund. Ein zweites Mal wurden die Marktrechte 1686 durch die hessische Landgräfin Elisabeth Dorothea erneuert, da dieses Recht durch Kriegswirren wieder verloren gegangen war. 1756 musste das Marktrecht erneut durch den Landgrafen Ludwig VIII. von Hessen-Darmstadt verliehen werden.
1793, zur Zeit der Belagerung von Mainz durch preußisch-österreichische Koalitionstruppen, erwähnte Johann Wolfgang von Goethe eine Schiffbrücke bei Rüsselsheim, die er überquerte.

### Industrialisierung
In der Zeit der Frühindustrialisierung wurde 1785 als erster Betrieb eine sogenannte Hasenhaarschneiderei genannt. Neben weiteren Betrieben siedelte sich 1861 ein Kokosmattenbetrieb an. Daraus entwickelte sich die Stöckische Teppichfabrik, die bis nach dem Zweiten Weltkrieg bestand. Ein sehr altes und nach dem Unternehmen Opel das wichtigste Industrieunternehmen war die 1819 gegründete Zichorienfabrik. Der Betrieb stellte Kaffeesurrogat aus der Wurzel der Zichorie her. Der Betrieb arbeitete bis 1925. Ansonsten herrschte in der Frühzeit der Industrialisierung weiterhin Obst- und Getreideanbau (Weizen) und Viehzucht vor. In der Literatur wird auch Weinbau in Rüsselsheim erwähnt, allerdings seit 1790 stark abnehmend. Von 60 Morgen Weingärten im Jahre 1790 waren lediglich vier Morgen im Jahre 1825 übriggeblieben. Nach langer Blüte des Weinbaus ging im 20. Jahrhundert die Anzahl der Weinberge in Rüsselsheim immer weiter zurück. Die letzte Erwähnung stammt aus dem Jahr 1915. Im Verlauf des Ersten Weltkrieges scheint der Weinanbau in Rüsselsheim eingestellt worden zu sein.
1856 wurde der Rüsselsheimer Hafen im Zusammenhang mit der Rheinschifffahrts-Assecuranzgesellschaft genannt.
Die Statistisch-topographisch-historische Beschreibung des Großherzogthums Hessen berichtet 1829 über Rüsselsheim:

„Rüsselsheim (L. Bez. Dornberg) Marktflecken; liegt am Main 2 1⁄4 St. von Dornberg, 2 St. von Mainz, ist sehr regulär gebaut, und hat 184 Häuser und 1422 Einw., die bis auf 19 Kath., 7 Reform., und 83 Juden lutherisch sind. Man findet 1 Kirche, 1790 erbaut, 2 Schulhäuser, 1 Synagoge, 1 Cichorien–, 1 Pelzfabrik, 1 Ziegelei und ein Grenznebenzollamt II. Classe. Jährlich werden 2 Märkte gehalten. Hier wurde Anton Wolf von Todtenwart (Sohn des 1606 als Kammergerichts–Assessors verstorbenen Leonhard Wolf von Todtenwart) den 5. Juni 1592 geboren, der nachher Amtmann zu Umstadt und Otzberg, und 1637 zur Würde eines Statthalters erhoben wurde, und den 7. April 1641 zu Frankfurt am Main im Privatstande gestorben ist. – Rüsselsheim wird 1211 genannt; es kam von den Herrn von Münzenberg an die Herrn von Heusenstamm, welche es von den Grafen von Katzenellenbogen zu Lehen trugen. Im Jahr 1323 kam der Ort durch Kauf an die Herrn von Cronberg; nachdem aber Johann von Cronberg dem Grafen Eberhard V. von Katzenellenbogen die Lehenspflicht aufgekündet hatte, so zog derselbe das Lehen ein, und 1422 entsagten die Herrn von Cronberg ihren Ansprüchen auf dieses Dorf. Kaiser Sigismund ertheilte Rüsselsheim 1438 die Stadtgerechtigkeit, und hatte schon das Jahr vorher dem Grafen Johann III. von Katzenellenbogen erlaubt, den angefangenen Burgbau zu vollenden, und das Dorf mit Mauern und Gräben zu bevestigen. Diese Werke wurden aber erst 1486 vollendet, weil Mainz deren Errichtung zu hindern suchte. Landgraf Philipp der Großmüthige vermehrte im Jahr 1560 die Vestungswerke. Im Jahr 1631 wurde das Schloß und Schanze den Schweden eingeräumt, und 1689 wurde beide von den französischen Mordbrennern durch eine angelegte Miene gesprengt und der größte Bau in die Asche gelegt. Ganz nahe bei Rüsselsheim stand das Dorf Seilfurt, das 1534 durch einen Blitz abbrannte, worauf die Einwohner nach Rüsselsheim zogen. Die Mutterkirche stand in Seilfurt eine zweite Kirche stand vor dem Schloß. Beide Kirchen brannten aber ab, worauf die Kirche nach Rüsselsheim verlegt wurde. Das St. Albanstift in Mainz war der Patron der Kirche.“

Die Geschichte von Opel begann 1862 mit einer Nähmaschinenbau-Werkstatt in einem ehemaligen Kuhstall. Der stetige Aufstieg des Unternehmens brachte entscheidende Veränderungen für den Ort. Das bis dahin eher handwerklich-agrarisch geprägte Dorf vollzog den Wandel zu einer industriellen Landgemeinde und schließlich im 20. Jahrhundert zu einer Arbeiterstadt.

### 20. Jahrhundert
Im Ersten Weltkrieg und in der Zeit danach herrschten Not und Elend in der Bevölkerung, unter anderem durch die Inflation seit 1914. Wie im von Frankreich diktierten Waffenstillstand von Compiègne festgelegt besetzten französische Truppen im November 1918 das Rheinland und angrenzende Gebiete, darunter auch Rüsselsheim. In diesen Verhältnissen machten sich separatistische Strömungen breit, die den Anschluss an eine zu gründende Rheinische Republik propagierten.
Nach der Überwindung der Inflation bis 1923 (Einführung der Rentenmark) verbesserte sich die Lage der Bevölkerung. Die Autoproduktion florierte: 1928 wurden bei Opel 43.000 Autos von 9400 Mitarbeitern hergestellt. Das waren viermal so viele Arbeitskräfte wie vier Jahre zuvor.
Die Weltwirtschaftskrise und der Zusammenbruch der Weimarer Republik führten auch Rüsselsheim in den düstersten Teil seiner Geschichte. Nach der Machtübernahme des NS-Regimes 1933 etablierten die Nationalsozialisten ein Regime, dem auch in Rüsselsheim viele Menschen zum Opfer fielen. Gegner des NS-Staates wurden entrechtet, verfolgt und in Konzentrationslager deportiert. 1936 wurden 262 Opelarbeiter festgenommen, die 17 Minuten lang ihr Fließband angehalten hatten, um beim Betriebsleiter einen Protestbrief gegen eine neue Akkordnorm abzugeben. Diese forderte deutlich mehr Arbeitsleistung bei gleichem Lohn.
Besonders grauenvoll war das Schicksal der seit dem 17. Jahrhundert ansässigen Mitbürger jüdischen Glaubens. 1933 lebten 47 Juden in Rüsselsheim; beim Kriegsende 1945 lebte dort nur noch eine Jüdin. Sie überlebte, weil ihr Ehemann Deutscher war (sogenannte Mischehe). Alle anderen wurden erbarmungslos verfolgt, zur Auswanderung genötigt, in den Suizid getrieben oder deportiert und ermordet.
Im August 1944 wurden sechs US-amerikanische Kriegsgefangene der Air Force bei ihrem Transport durch Rüsselsheim östlich des Bahnhofs von aufgebrachten Bürgern durch den Ort gejagt. Der NSDAP-Ortsgruppenleiter erschoss vier Kriegsgefangene; zwei weitere wurden von Bürgern erschlagen. Zwei Gefangene entgingen der Lynchjustiz, indem sie sich totstellten. 2004 wurde den Opfern am Tatort (Grabenstraße) ein Mahnmal errichtet. (→ Fliegermorde)
Das Nazi-Regime und der von diesem begonnene Zweite Weltkrieg brachte großes Leid über die Stadt. 1211 Soldaten aus Rüsselsheim wurden getötet oder blieben vermisst. Den Fliegerangriffen der Alliierten fielen 428 Menschen zum Opfer, darunter 189 Kriegsgefangene, von denen die meisten in Lagern bei Opel umkamen. Von den 3120 Hausgrundstücken wurden im Krieg 473 total zerstört sowie 455 schwer, 1042 mittel und 1150 leicht beschädigt. Nur 2000 Häuser galten nach dem Krieg noch als bewohnbar.
Trotz der schweren Schäden durch den Krieg in der Stadt und bei den Opelwerken ging der Aufbau zügig voran (Wirtschaftswunder). Es entstanden etliche neue Stadtviertel, durch die die Kernstadt namentlich mit dem 1951 eingegliederten Stadtteil Haßloch baulich fast zusammengewachsen ist, räumlich getrennt einzig durch den Ostpark. Zur Zeit der Gebietsreform in Hessen wuchs die Stadt durch einen Grenzänderungsvertrag mit der bis dahin selbstständigen Gemeinde Bauschheim um einen weiteren Stadtteil. Am 1. August 1979, zugleich mit der Auflösung der mittelhessischen Stadt Lahn, erlangten die kreisangehörigen Städte mit mehr als 50.000 Einwohnern, also auch Rüsselsheim, den Rang von Sonderstatusstädten mit zusätzlichen Kompetenzen und dem Privileg, dass die beiden Personen an der Verwaltungsspitze die Amtsbezeichnung Oberbürgermeister und Bürgermeister tragen.
1978 erreichte Rüsselsheim seine höchste Einwohnerzahl – 63.000 Menschen. Mit dem Wiederaufbau und später wurde eine großzügige Infrastruktur geplant, in Spitzenzeiten für bis zu 120.000 Einwohner.
Anfang der 1990er Jahre kam es in der Stadt noch einmal zu einem kurzen Aufschwung der Wirtschaft: nach der Wiedervereinigung zum 3. Oktober 1990 wurden in den neuen Bundesländern zahlreiche Opel-Fahrzeuge verkauft. Rüsselsheim hatte 1991 Steuereinnahmen in Höhe von 254 Millionen DM (ein Rekord), was durch viele Baustellen in der Stadt sichtbar wurde. So wurde etwa das Hallen- und Freibad „An der Lache“ mit Millionenaufwand zu einem Erlebnisbad ausgebaut und das Rathaus um mehrere Trakte und Plenarsaal erweitert. Der Aufschwung währte aber nur kurz.
Die Stadt Rüsselsheim versäumte es, ihre gestiegenen Ausgaben den stark sinkenden Steuereinnahmen anzugleichen. Folgen waren eine stark ansteigende Verschuldung und die Verpflichtung, den jährlichen Haushalt durch das Regierungspräsidium Darmstadt im Rahmen des Kommunalen Schutzschirms des Landes Hessen genehmigen zu lassen.
Rüsselsheim versuchte in den späten 1970er Jahren vergeblich, sich mit der Ausweisung des Gewerbegebiets „Im Hasengrund“ (EDS (Electronic Data Systems, seit 2009 HP), Delphi, invenio, GMAC-Bank (seit 2015 Opel Bank) etc.) von der Automobilindustrie unabhängiger zu machen und die lokale Wirtschaftsstruktur zu diversifizieren.

### Besondere Ereignisse
- 1990 – Beim Eisenbahnunfall von Rüsselsheim kamen 17 Menschen ums Leben, 145 wurden schwer verletzt.
- 2015 – Rüsselsheim erhält offiziell den Namen „Rüsselsheim am Main“.[2]
- 2017 – Rüsselsheim ist Gastgeber des Hessentags.

### Verwaltung und Gerichtsbarkeit
Verwaltungsmäßig gehörte Rüsselsheim bis 1820 zum Amt Rüsselsheim, das ab 1816 zur Provinz Starkenburg des Großherzogtums Hessen (Hessen-Darmstadt) gehörte. 1821 wurden im Großherzogtum Landratsbezirke eingeführt und Rüsselsheim wurde dem Landratsbezirk Dornberg zugeteilt. 1832 wurden Kreise geschaffen und Rüsselsheim kam in den Kreis Groß-Gerau. Die Provinzen, die Kreise und die Landratsbezirke des Großherzogtums wurden am 31. Juli 1848 abgeschafft und durch Regierungsbezirke ersetzt, was jedoch bereits am 12. Mai 1852 wieder rückgängig gemacht wurde. Dadurch gehörte Rüsselsheim von 1848 bis 1852 zum Regierungsbezirk Darmstadt, bevor wieder der Kreis Groß-Gerau für die übergeordnete Verwaltung zuständig wurde. Dort verblieb die Stadt durch alle weiteren Verwaltungsreformen bis heute. Am 1. Januar 1980 wurde Rüsselsheim Sonderstatusstadt mit eigener Schulträgerschaft.

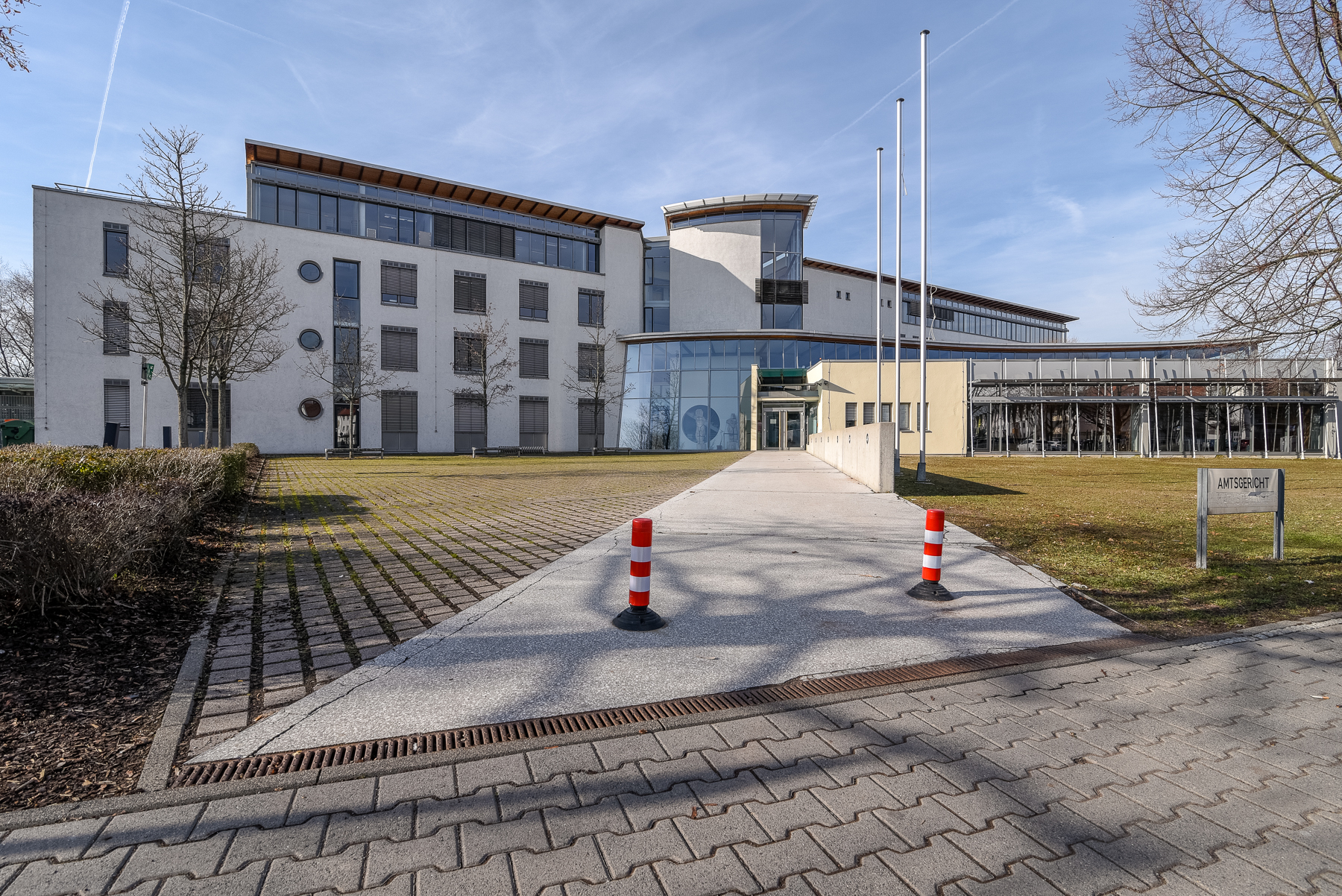
Gebäude des Amtsgerichts Rüsselsheim

Die zuständige Gerichtsbarkeit lag 1515 bei einem gemeinsamen Zentgericht für Rüsselsheim und Seilfurt. 1571 war der Landgraf von Hessen-Darmstadt Gerichtsherr. Mit der Einrichtung von Landgerichten im Großherzogtum Hessen war von 1821 bis 1879 das Landgericht Großgerau und ab 1879 das daraus hervorgegangene Amtsgericht Groß-Gerau für Rüsselsheim zuständig. Seit 1956 besitzt Rüsselsheim einen eigenen Amtsgerichtsbezirk, der neben Rüsselsheim auch für Raunheim zuständig ist. Das Amtsgericht Rüsselsheim fungierte anfangs als Zweigstelle des Amtsgerichts Groß-Gerau, wurde jedoch zum 1. Juni 1976 in ein Vollgericht umgewandelt und um die bis dahin zum Amtsgericht Frankfurt am Main zählende Stadt Kelsterbach erweitert.
 Verwaltungsgeschichte im Überblick
Die folgende Liste zeigt die Staaten und Verwaltungseinheiten, denen Rüsselsheim angehört(e):

- vor 1479: Heiliges Römisches Reich, Grafschaft Katzenelnbogen, Obere Grafschaft Katzenelnbogen, Amt Dornberg
- ab 1479: Heiliges Römisches Reich, Landgrafschaft Hessen (durch Erbfall), Obere Grafschaft Katzenelnbogen, Amt Rüsselsheim
- ab 1567: Heiliges Römisches Reich, Landgrafschaft Hessen-Darmstadt, Obere Grafschaft Katzenelnbogen, Amt Rüsselsheim
- ab 1803: Heiliges Römisches Reich, Landgrafschaft Hessen-Darmstadt, Fürstentum Starkenburg, Amt Rüsselsheim
- ab 1806: Großherzogtum Hessen,[Anm. 2] Fürstentum Starkenburg, Amt Rüsselsheim[22]
- ab 1815: Großherzogtum Hessen[Anm. 3], Provinz Starkenburg, Amt Rüsselsheim
- ab 1821: Großherzogtum Hessen, Provinz Starkenburg, Landratsbezirk Dornberg[Anm. 4]
- ab 1832: Großherzogtum Hessen, Provinz Starkenburg, Kreis Groß-Gerau
- ab 1848: Großherzogtum Hessen, Regierungsbezirk Darmstadt
- ab 1852: Großherzogtum Hessen, Provinz Starkenburg, Kreis Groß-Gerau
- ab 1871: Deutsches Reich,[Anm. 5] Großherzogtum Hessen, Provinz Starkenburg, Kreis Groß-Gerau
- ab 1918: Deutsches Reich, Volksstaat Hessen,[Anm. 6] Provinz Starkenburg, Kreis Groß-Gerau
- ab 1938: Deutsches Reich, Volksstaat Hessen, Landkreis Groß-Gerau[23][Anm. 7]
- ab 1945: Amerikanische Besatzungszone,[Anm. 8] Groß-Hessen, Regierungsbezirk Darmstadt, Landkreis Groß-Gerau
- ab 1946: Amerikanische Besatzungszone, Land Hessen, Regierungsbezirk Darmstadt, Landkreis Groß-Gerau
- ab 1949: Bundesrepublik Deutschland, Land Hessen, Regierungsbezirk Darmstadt, Landkreis Groß-Gerau

### Eingemeindungen
- 1. April 1951: Haßloch (damals 737 Einwohner, heute ca. 7.700 Einwohner)
- 1. Juli 1956: Königstädten (damals 2.537 Einwohner, heute ca. 10.100 Einwohner)
- 1. Mai 1970: Bauschheim (damals 2.874 Einwohner, heute ca. 6.100 Einwohner)[24]

Für die Stadtteile Bauschheim und Königstädten wurden Ortsbezirke mit Ortsbeirat und Ortsvorsteher nach der Hessischen Gemeindeordnung eingerichtet.

## Bevölkerung

### Einwohnerstruktur
Nach den Erhebungen des Zensus 2011 lebten am Stichtag, dem 9. Mai 2011, in Rüsselsheim 58.765 Einwohner. Nach dem Lebensalter waren 10.779 Einwohner unter 18 Jahren, 25.491 zwischen 18 und 49, 10.779 zwischen 50 und 64 und 11.715 Einwohner waren älter. Die Einwohner lebten in 27.006 Haushalten. Davon waren 10.374 Singlehaushalte, 6873 Paare ohne Kinder und 6855 Paare mit Kindern, sowie 2220 Alleinerziehende und 684 Wohngemeinschaften. In 5823 Haushalten lebten ausschließlich Senioren und in 18.627 Haushaltungen lebten keine Senioren. Unter den Einwohnern waren 12.390 (21,1 %) Ausländer, von denen 4190 aus dem EU-Ausland, 5616 aus anderen europäischen Ländern und 2584 aus anderen Staaten kamen. Von den deutschen Einwohnern hatten 20,2 % einen Migrationshintergrund.
Im Jahr 2016 betrug der Ausländeranteil 28,3 Prozent. Inklusive der deutschen Staatsbürger mit Migrationshintergrund lag der Anteil bei rund 50 %. Bis zum Jahr 2020 erhöhte sich die Ausländerquote auf 29,2 %.

### Einwohnerentwicklung
- 1629 wurden 76 „Hausgesesse“ gezählt.
- 1806: 1074 Einwohner in 152 Häusern.[22]
- 1829: 1422 Einwohner in 184 Häusern.[6][13]
- 1867: 2098 Einwohner in 299 Häusern.[32]
- Im Zeitraum von 1875 bis 1914 verdoppelte sich die Bevölkerung von ca. 3500 auf über 8000.
- 1936 lebten 16.000 Einwohner in Rüsselsheim. Die Anzahl nahm durch die Auswirkungen des Zweiten Weltkriegs stark ab.
- Im April 1945 wurden nur noch 9500 Einwohner gezählt.
- Durch den raschen Wiederaufbau der Stadt, das Opel-Werk und die Eingliederung vieler Heimatvertriebener aus den ehemaligen deutschen Ostgebieten (14 % Bevölkerungsanteil 1955) verzeichnete die Stadt einen steten Aufwärtstrend, der 1978 einen vorläufigen Höchststand mit 63.000 Einwohnern erreichte.
- Mit akutem Arbeitskräftemangel in den 1960er Jahren begann ein reger Zustrom von Gastarbeitern, vornehmlich aus Griechenland, der Türkei, Spanien, Italien und Marokko.

| Rüsselsheim: Einwohnerzahlen von 1791 bis 2020 | Rüsselsheim: Einwohnerzahlen von 1791 bis 2020 | Rüsselsheim: Einwohnerzahlen von 1791 bis 2020 | Rüsselsheim: Einwohnerzahlen von 1791 bis 2020 | Rüsselsheim: Einwohnerzahlen von 1791 bis 2020 |
| --- | ---------------------------------------------- | ---------------------------------------------- | ---------------------------------------------- | ---------------------------------------------- |
| Jahr |                                                |                                                |                                                | Einwohner                                      |
| 1791 | 1791                                           |                                                | 850                                            | 850                                            |
| 1800 | 1800                                           |                                                | 1.010                                          | 1.010                                          |
| 1806 | 1806                                           |                                                | 1.074                                          | 1.074                                          |
| 1829 | 1829                                           |                                                | 1.422                                          | 1.422                                          |
| 1834 | 1834                                           |                                                | 2.476                                          | 2.476                                          |
| 1840 | 1840                                           |                                                | 2.602                                          | 2.602                                          |
| 1846 | 1846                                           |                                                | 2.884                                          | 2.884                                          |
| 1852 | 1852                                           |                                                | 2.990                                          | 2.990                                          |
| 1858 | 1858                                           |                                                | 3.068                                          | 3.068                                          |
| 1864 | 1864                                           |                                                | 3.028                                          | 3.028                                          |
| 1871 | 1871                                           |                                                | 3.307                                          | 3.307                                          |
| 1875 | 1875                                           |                                                | 3.485                                          | 3.485                                          |
| 1885 | 1885                                           |                                                | 4.079                                          | 4.079                                          |
| 1895 | 1895                                           |                                                | 4.605                                          | 4.605                                          |
| 1905 | 1905                                           |                                                | 5.901                                          | 5.901                                          |
| 1910 | 1910                                           |                                                | 7.553                                          | 7.553                                          |
| 1925 | 1925                                           |                                                | 10.059                                         | 10.059                                         |
| 1939 | 1939                                           |                                                | 17.797                                         | 17.797                                         |
| 1946 | 1946                                           |                                                | 18.995                                         | 18.995                                         |
| 1950 | 1950                                           |                                                | 22.456                                         | 22.456                                         |
| 1956 | 1956                                           |                                                | 29.998                                         | 29.998                                         |
| 1961 | 1961                                           |                                                | 39.507                                         | 39.507                                         |
| 1967 | 1967                                           |                                                | 51.180                                         | 51.180                                         |
| 1970 | 1970                                           |                                                | 59.861                                         | 59.861                                         |
| 1972 | 1972                                           |                                                | 61.439                                         | 61.439                                         |
| 1975 | 1975                                           |                                                | 62.067                                         | 62.067                                         |
| 1980 | 1980                                           |                                                | 60.974                                         | 60.974                                         |
| 1985 | 1985                                           |                                                | 57.579                                         | 57.579                                         |
| 1990 | 1990                                           |                                                | 59.430                                         | 59.430                                         |
| 1995 | 1995                                           |                                                | 60.287                                         | 60.287                                         |
| 2000 | 2000                                           |                                                | 59.357                                         | 59.357                                         |
| 2005 | 2005                                           |                                                | 59.271                                         | 59.271                                         |
| 2010 | 2010                                           |                                                | 60.294                                         | 60.294                                         |
| 2011 | 2011                                           |                                                | 58.765                                         | 58.765                                         |
| 2015 | 2015                                           |                                                | 63.030                                         | 63.030                                         |
| 2020 | 2020                                           |                                                | 65.972                                         | 65.972                                         |
| Datenquelle: Historisches Gemeindeverzeichnis für Hessen: Die Bevölkerung der Gemeinden 1834 bis 1967. Wiesbaden: Hessisches Statistisches Landesamt, 1968. Weitere Quellen: LAGIS; 1972:; Hessisches Statistisches Informationssystem; Zensus 2011 |                                                |                                                |                                                |                                                |

### Konfessionsstatistik
Im Jahr 1961 bestand die Bevölkerung aus 58,8 % evangelischen und 33,9 % römisch-katholischen Einwohnern. Im Jahr 1987 wurden 38,8 evangelische, 30,4 % katholische und 30,8 % sonstige Einwohner gezählt.
Laut der Volkszählung 2011 waren im Jahr 2011 23,3 % der Einwohner evangelisch, 20,1 % katholisch und 56,6 % gehörten einer anderen oder keiner Glaubensgemeinschaft an oder machten keine Angabe. Der Anteil der Katholiken und vor allem der Protestanten ist seitdem weiter gesunken. Derzeit (Stand 31. Dezember 2023) sind von den Einwohnern 13,1 % evangelisch, 13,5 % katholisch und 73,4 % sind Sonstige (Konfessionslose oder gehören einer anderen Glaubensgemeinschaft an).
Mit Stand 2011 waren laut Zensus 20,8 % der Einwohner Muslime.
Die Statistik der Stadt Rüsselsheim weist nur die drei für die Kirchensteuer relevanten Kategorien „römisch-katholisch“, „evangelisch“ und „sonstige“ aus. Damit sind die Sonstigen mit 70 % eine klare Mehrheit. Darunter sind auch Muslime aus der Türkei, aber auch aus Staaten wie Marokko, Bosnien und Herzegowina, Kosovo, Iran und Syrien stammen viele Menschen in Rüsselsheim. Besonders auffallend (Stand 2008) war damals die hohe Zahl kurdischer Aleviten aus der türkischen Provinz Tunceli.

### Erwerbstätigkeit
Die Gemeinde im Vergleich mit Landkreis, Regierungsbezirk Darmstadt und Hessen:
|                                                   | Jahr | Gemeinde | Landkreis | Regierungsbezirk | Hessen    |
| ------------------------------------------------- | ---- | -------- | --------- | ---------------- | --------- |
| Sozialversicherungspflichtig Beschäftigte         | 2017 | 34.373   | 98.042    | 1.695.567        | 2.524.156 |
| Veränderung zu                                    | 2000 | −12,5 %  | +5,4 %    | +16,1 %          | +16,0 %   |
| davon Vollzeit                                    | 2017 | 80,7 %   | 75,9 %    | 72,8 %           | 71,8 %    |
| davon Teilzeit                                    | 2017 | 19,3 %   | 24,1 %    | 27,2 %           | 28,2 %    |
| Ausschließlich geringfügig entlohnte Beschäftigte | 2017 | 2.959    | 13.048    | 224.267          | 372.991   |
| Veränderung zu                                    | 2000 | +1,3 %   | −9,6 %    | +9,0 %           | +8,8 %    |

| Branche                         | Jahr | Gemeinde | Landkreis | Regierungsbezirk | Hessen |
| ------------------------------- | ---- | -------- | --------- | ---------------- | ------ |
| Produzierendes Gewerbe          | 2000 | *) %     | 43,8 %    | 27,0 %           | 30,6 % |
|                                 | 2017 | *) %     | 33,2 %    | 20,4 %           | 24,3 % |
| Handel, Gastgewerbe und Verkehr | 2000 | 10,0 %   | 27,6 %    | 26,4 %           | 25,1 % |
|                                 | 2017 | 11,1 %   | 27,9 %    | 24,7 %           | 23,8 % |
| Unternehmensdienstleistungen    | 2000 | 14,0 %   | 14,0 %    | 25,1 %           | 20,2 % |
|                                 | 2017 | 17,6 %   | 19,9 %    | 31,6 %           | 26,1 % |
| Sonstige Dienstleistungen       | 2000 | 10,5 %   | 13,7 %    | 20,1 %           | 22,5 % |
|                                 | 2017 | 17,5 %   | 18,6 %    | 23,0 %           | 25,4 % |
| Sonstiges (bzw. ohne Zuordnung) | 2000 | 65,5 %   | 1,0 %     | 1,4 %            | 1,5 %  |
|                                 | 2017 | 53,8 %   | 0,5 %     | 0,3 %            | 0,4 %  |

*) anonymisiert

## Politik

### Stadtverordnetenversammlung
Die Stadtverordnetenversammlung ist das oberste Organ der Stadt. Ihre politische Zusammensetzung wird alle fünf Jahre in der Kommunalwahl durch die Wahlbevölkerung der Stadt bestimmt. Wählen darf, wer das 18. Lebensjahr vollendet hat und deutscher Staatsbürger im Sinne des Grundgesetzes oder Staatsangehöriger eines der übrigen Mitgliedstaaten der Europäischen Union ist. Für alle gilt, dass sie seit mindestens drei Monaten in der Stadt gemeldet sein müssen.
Die Kommunalwahl am 14. März 2021 lieferte folgendes Ergebnis, in Vergleich gesetzt zu früheren Kommunalwahlen:
| Stadtverordnetenversammlung – Kommunalwahlen 2021 | Stadtverordnetenversammlung – Kommunalwahlen 2021                                                                                       |
| --- | --- |
| Stimmenanteil in %Wahlbeteiligung: 43,0 % 3020100 22,320,119,015,65,04,83,33,42,82,1n. k.1,5 CDUWsRbSPDGrüneabieLinkeFDPFNRhAfDFWALFASonst.lGewinne und Verlusteim Vergleich zu 2016 %p 8 6 4 2 0 −2 −4 −6 −8−10−6,2+7,2−8,2+4,6+5,0−3,8−1,5+2,3+2,8−0,4−1,8± 0,0CDUWsRSPDGrüneabiLinkeFDPFNRAfDFWALFASonst.Anmerkungen:b Wir sind Rüsselsheime Aktive Bürgerinitiativeh Forum Neues Rüsselsheiml ADR: 1,5 % | SitzverteilungInsgesamt 45 Sitze - Linke: 2 - SPD: 9 - Grüne: 7 - WsR: 9 - FNR: 2 - FW: 1 - abi: 2 - ADR: 1 - CDU: 10 - FDP: 1 - AfD: 1 |

| Parteien und Wählergemeinschaften a         | Parteien und Wählergemeinschaften a | 2021   | 2021   | 2016   | 2016   | 2011   | 2011   | 2006   | 2006   | 2001   | 2001   |
| Parteien und Wählergemeinschaften a         | Parteien und Wählergemeinschaften a | %      | Sitze  | %      | Sitze  | %      | Sitze  | %      | Sitze  | %      | Sitze  |
| ------------------------------------------- | ----------------------------------- | ------ | ------ | ------ | ------ | ------ | ------ | ------ | ------ | ------ | ------ |
| Christlich Demokratische Union Deutschlands | CDU                                 | 22,3   | 10     | 28,5   | 13     | 34,2   | 15     | 32,9   | 15     | 33,4   | 15     |
| Sozialdemokratische Partei Deutschlands     | SPD                                 | 19,0   | 9      | 27,2   | 12     | 33,4   | 15     | 42,0   | 19     | 44,2   | 20     |
| Wir sind Rüsselsheim                        | WsR                                 | 20,1   | 9      | 12,9   | 6      | 2,8    | 1      | —      | —      | —      | —      |
| Bündnis 90/Die Grünen                       | GRÜNE                               | 15,6   | 7      | 11,0   | 5      | 19,0   | 9      | 8,8    | 4      | 7,8    | 4      |
| Die Linke/Liste Solidarität                 | Linke                               | 4,8    | 2      | 8,6    | 4      | 6,0    | 3      | 5,6    | 2      | 2,6    | 1      |
| Freie Demokratische Partei                  | FDP                                 | 3,3    | 1      | 4,8    | 2      | 2,6    | 1      | 4,8    | 2      | 5,4    | 2      |
| Freie Wähler Rüsselsheim                    | FWR                                 | 2,1    | 1      | 2,5    | 1      | —      | —      | —      | —      | —      | —      |
| ALFA                                        | ALFA                                | —      | —      | 1,8    | 1      | —      | —      | —      | —      | —      | —      |
| Forum neues Rüsselsheim                     | FnR                                 | 3,4    | 2      | 1,1    | 1      | 2,0    | 1      | —      | —      | —      | —      |
| Aktive Bürgerinitiative                     | abi                                 | 5,0    | 2      | —      | —      | —      | —      | —      | —      | —      | —      |
| Alternative für Deutschland                 | AfD                                 | 2,8    | 1      | —      | —      | —      | —      | —      | —      | —      | —      |
| Liste Rüssel                                | RÜSSEL                              | —      | —      | —      | —      | —      | —      | 5,8    | 3      | 6,6    | 3      |
| Sonstige b                                  | Sonstige b                          | 1,5    | 0      | 1,5    | 0      | —      | —      | —      | —      | —      | —      |
| Gesamt                                      | Gesamt                              | 100,0  | 45     | 100,0  | 45     | 100,0  | 45     | 100,0  | 45 a   | 100,0  | 45     |
| Wahlbeteiligung in %                        | Wahlbeteiligung in %                | 43,0 % | 43,0 % | 38,5 % | 38,5 % | 39,2 % | 39,2 % | 38,4 % | 38,4 % | 48,1 % | 48,1 % |

### Oberbürgermeister und Magistrat

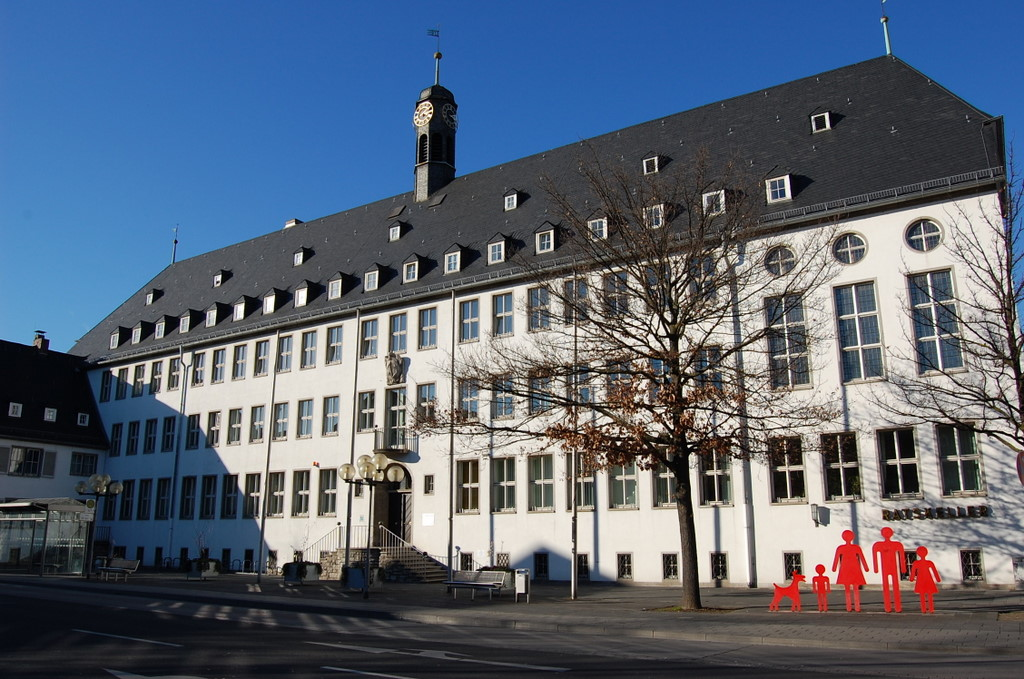
Rathaus

Nach der hessischen Kommunalverfassung wird in den Sonderstatusstädten der Oberbürgermeister für eine sechsjährige Amtszeit gewählt, seit dem Jahr 1993 in einer Direktwahl, und ist Vorsitzender des Magistrats, dem in der Stadt Rüsselsheim neben dem Oberbürgermeister als weitere hauptamtliche Mitglieder ein Bürgermeister als sein Vertreter und ein Stadtrat angehören sowie als ehrenamtliche Mitglieder neun weitere Stadträte. Oberbürgermeister ist seit dem 1. Januar 2024 Patrick Burghardt (CDU), der das Amt bereits von 2012 bis 2017 innegehabt hatte, dann aber dem parteilosen Udo Bausch in einer Stichwahl unterlegen war. Dieser trat nach einer Amtszeit nicht zur Wiederwahl an. Patrick Burghardt wurde am 16. Juli 2023 in einer Stichwahl bei 32,41 Prozent Wahlbeteiligung mit 50,81 Prozent der Stimmen erneut ins Amt gewählt.
Amtszeiten der Bürgermeister und Oberbürgermeister
- 2024–2029 Patrick Burghardt (CDU) (Zweiter Amtsantritt)[47]
- 2018–2023 Udo Bausch[48]
- 2012–2017 Patrick Burghardt (CDU)
- 2000–2011 Stefan Gieltowski (SPD)
- 1994–1999 Otti Geschka (CDU)
- 1981–1994 Norbert Winterstein (SPD)
- 1966–1981 Karl-Heinz Storsberg a (SPD)
- 1954–1965 Walter Klaus Köbel (SPD)
- 1945–1954 Ludwig Dörfler (SPD)[52]
- 1922–1945 Hermann Müller

Magistrat
Der Magistrat ist als Kollegialorgan die Verwaltungsbehörde der Stadt. Er besteht aus dem Oberbürgermeister als Vorsitzenden, dem Bürgermeister und den Stadträten. In der Praxis besteht die weit überwiegende Mehrheit des Magistrats aus ehrenamtlichen Mitgliedern. Die Zahl der hauptamtlichen Beigeordneten (Stadträte und der Bürgermeister) darf die der ehrenamtlichen jedenfalls nicht übersteigen.
Der Magistrat besorgt die laufende Verwaltung und wird von den Bediensteten der Stadt unterstützt. Diese stellt er ein, befördert und entlässt sie. Er trifft die Entscheidungen zu laufenden Verwaltungsangelegenheiten, bereitet gemeinsam mit der Verwaltung die Beschlüsse der Stadtverordnetenversammlung vor und führt diese aus. Er wirkt mit bei der Ausführung der Gesetze und Verordnungen innerhalb der Stadt, bei der Verwaltung des Vermögens, bei der Erstellung des Haushaltsplanes sowie bei der Überwachung des Kassen- und Rechnungswesens. Auch die Wahrung der Bürgerinteressen ist seine Aufgabe. Er vertritt die Gemeinde nach außen, führt den Schriftwechsel und vollzieht die Gemeindeurkunden. Er tagt unter Vorsitz des Oberbürgermeisters in nicht-öffentlichen Sitzungen. An den Sitzungen der Stadtverordnetenversammlung nimmt der Magistrat ohne Stimmrecht teil.
Die ehrenamtlichen Stadträte werden von der Stadtverordnetenversammlung in oder bald nach der konstituierenden Sitzung für die fünfjährige Wahlperiode bis zur nächsten Kommunalwahl in den Magistrat gewählt. Für die Dauer ihrer Wahlzeit werden sie zu Ehrenbeamten ernannt und können zwar zurücktreten, aber im Gegensatz zu hauptamtlichen Magistratsmitgliedern nicht abgewählt werden. Die Stärke der in der Stadtverordnetenversammlung vertretenen Fraktionen spiegelt sich grundsätzlich in der Zusammensetzung des ehrenamtlichen Magistrats wider. Ihre Wahlzeit endet erst mit der Wahl eines neuen Magistrats nach der nächsten Kommunalwahl.
Der hauptamtliche Bürgermeister und der hauptamtliche Stadtrat werden von der Stadtverordnetenversammlung auf die Dauer von sechs Jahren als Wahlbeamte gewählt. Nach dem Geschäftsverteilungsplan des Oberbürgermeisters sind die drei hauptamtlichen Magistratsmitglieder als Dezernenten jeweils für einen Teil der Ämter und Fachbereiche der Stadtverwaltung zuständig:
- Dezernat I, Oberbürgermeister Patrick Burghardt (CDU)[47]
- Dezernat II, Bürgermeister Murat Karakaya (SPD), Amtsantritt 13. Dezember 2024[57]
- Dezernat III, Stadtrat Simon Valerius (parteilos), Amtsantritt 13. Dezember 2024,[58] Nachfolger von Nils Kraft (SPD) (2012–2024)[59]

Von den seit 1980 amtierenden Bürgermeistern seien genannt
- 2024–2030 Murat Karakaya (SPD)[57]
- 2012–2024 Dennis Grieser (Grüne)[60]
- 2006–2012 Jo Dreiseitel (Grüne)
- 2000–2005 Werner Rebenich (Liste Rüssel)
- 1994–2000 Gabriele C. Klug (Grüne)
- 1980–1994 …

### Ortsbezirke
Folgende Ortsbezirke mit Ortsbeirat und Ortsvorsteher nach der Hessischen Gemeindeordnung gibt es im Stadtgebiet:
- Ortsbezirk Königstädten (Gebiete der ehemaligen Gemeinde Königstädten). Der Ortsbeirat besteht aus 9 Mitgliedern.
- Ortsbezirk Bauschheim (Gebiete der ehemaligen Gemeinde Bauschheim). Der Ortsbeirat besteht aus 9 Mitgliedern.

### Wappen

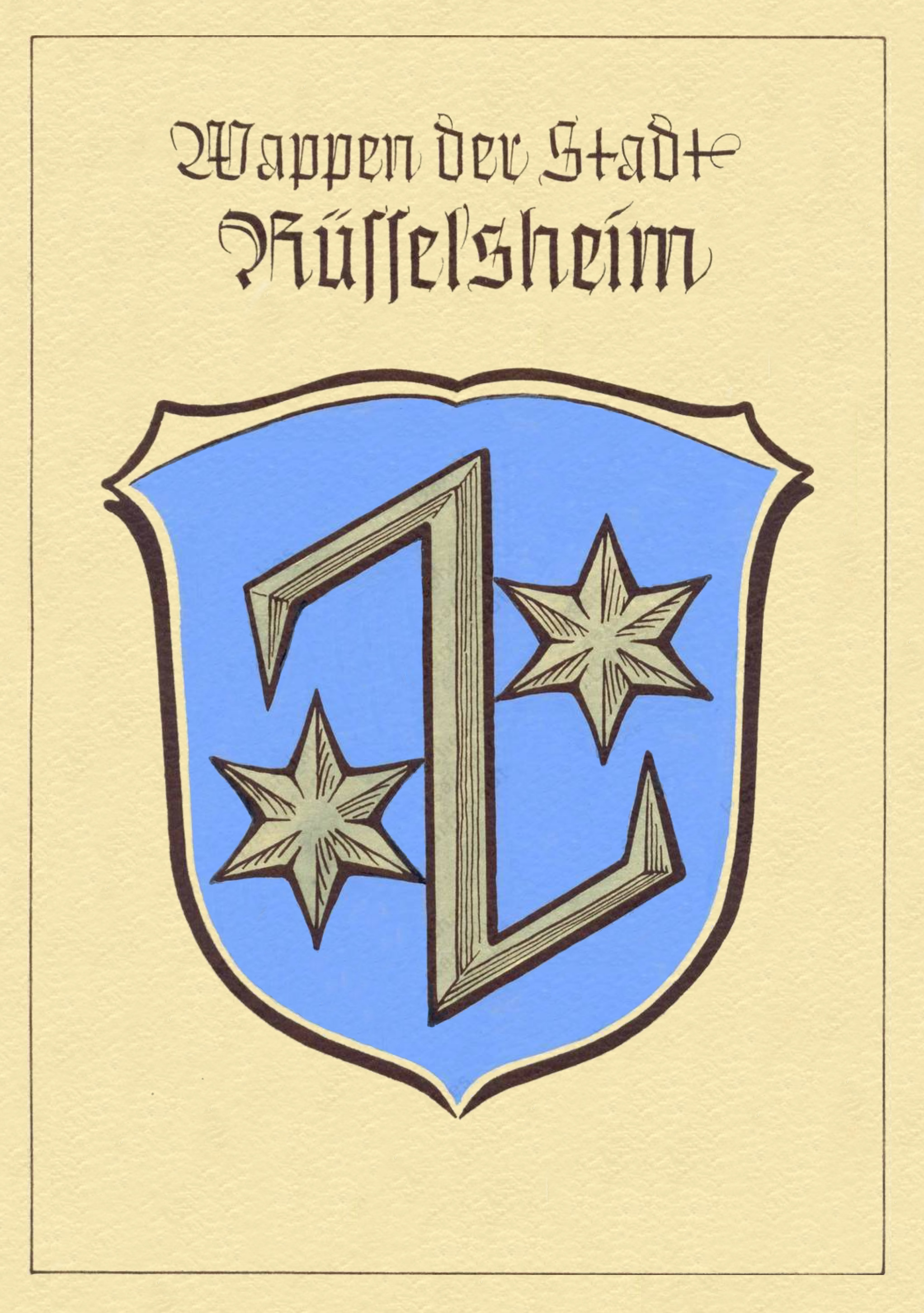
Wappenzeichnung von Georg Massoth

In dem heutigen Stadtwappen sind ein silberner Doppelhaken und zwei silberne Sterne auf blauem Grund zu sehen. Der Doppelhaken wird auch als Wolfsangel bezeichnet; in Rüsselsheim findet sich das Zeichen schon im ältesten Gerichtssiegel der Gemeinde aus dem frühen 17. Jahrhundert und wurde auf zahlreichen Grenzsteinen des 18. Jahrhunderts verwendet. Zum Teil wird der Doppelhaken auch als Enterhaken der Mainschifffahrt oder als Mauerhaken gedeutet. Die beiden Sterne stehen vermutlich für die beiden Altorte Rüsselsheim und Seilfurt und für deren 1476 oder 1534 erfolgten Zusammenschluss zu einer Gemeinde.
In der Literatur des 19. Jahrhunderts findet sich auch der Hinweis auf ein anderes Wappen: Das Wappen von Rüsselsheim hat einen links gewendeten gekrönten Löwen mit 4 gleichen Querstreifen und doppeltknötigem Schwanze. Dieses hatte möglicherweise Bezug genommen auf die Herrschaft von Katzenelnbogen (zu deren Herrschaft Rüsselsheim bis ins 15. Jahrhundert gehörte) und ein abgewandeltes Wappen benutzt.

### Städtepartnerschaften
Seit 1961 ist Rüsselsheim an internationalen Städtepartnerschaften beteiligt. Mit den vier Partnerstädten aus ganz Europa wird ein regelmäßiger Kultur- und Sport-Austausch gepflegt. Unter anderem finden regelmäßig Vergleichs-Wettkämpfe der drei Städte untereinander statt.
- Évreux (Frankreich), seit 1961
- Rugby (Vereinigtes Königreich), seit 1977
- Varkaus (Finnland), seit 1979
- Kecskemét (Ungarn), seit 1991

Der Versuch, eine Partnerschaft mit Bodrum (Türkei) einzugehen, scheiterte. Nach den drei erstgenannten Partnerstädten, Évreux, Rugby und Varkaus sind größere Straßen Rüsselsheims benannt. Seit 2009 heißt die Hauptstraße in dem neuen Wohngebiet „Blauer See II“ Kecskemet-Allee.
Dem weltweiten Städtebündnis Mayors for Peace (Bürgermeisterinnen und Bürgermeister für den Frieden) – eine internationale Organisation von Städten, die sich der Friedensarbeit, insbesondere der atomaren Abrüstung, verschrieben haben – trat die Stadt Rüsselsheim am Main im März 2019 bei. Jedes Jahr wird am 8. Juli die „Mayors for Peace“-Flagge vor dem Rathaus gehisst. Damit wird an ein Rechtsgutachten des Internationalen Gerichtshofs vom 8. Juli 1996 erinnert, wonach der Einsatz von Atomwaffen, wie auch die Androhung eines Einsatzes, gegen internationales Recht und gegen Vorschriften und Prinzipien des humanitären Völkerrechts verstößt.

## Wirtschaft und Infrastruktur

### Flächennutzung
Das Gemeindegebiet umfasst eine Gesamtfläche von 5830 Hektar, davon entfallen in ha auf:
| Nutzungsart             | Nutzungsart             | 2011 | 2015 |
| ----------------------- | ----------------------- | ---- | ---- |
| Gebäude- und Freifläche | Gebäude- und Freifläche | 1092 | 1128 |
| davon                   | Wohnen                  | 574  | 598  |
|                         | Gewerbe                 | 244  | 258  |
| Betriebsfläche          | Betriebsfläche          | 22   | 25   |
| davon                   | Abbauland               | 2    | 2    |
| Erholungsfläche         | Erholungsfläche         | 118  | 145  |
| davon                   | Grünanlage              | 75   | 101  |
| Verkehrsfläche          | Verkehrsfläche          | 708  | 725  |
| Landwirtschaftsfläche   | Landwirtschaftsfläche   | 1203 | 1132 |
| davon                   | Moor                    | 0    | 0    |
|                         | Heide                   | 0    | 0    |
| Waldfläche              | Waldfläche              | 2510 | 2497 |
| Wasserfläche            | Wasserfläche            | 128  | 127  |
| Sonstige Nutzung        | Sonstige Nutzung        | 49   | 49   |

### Verkehr

#### Eisenbahn

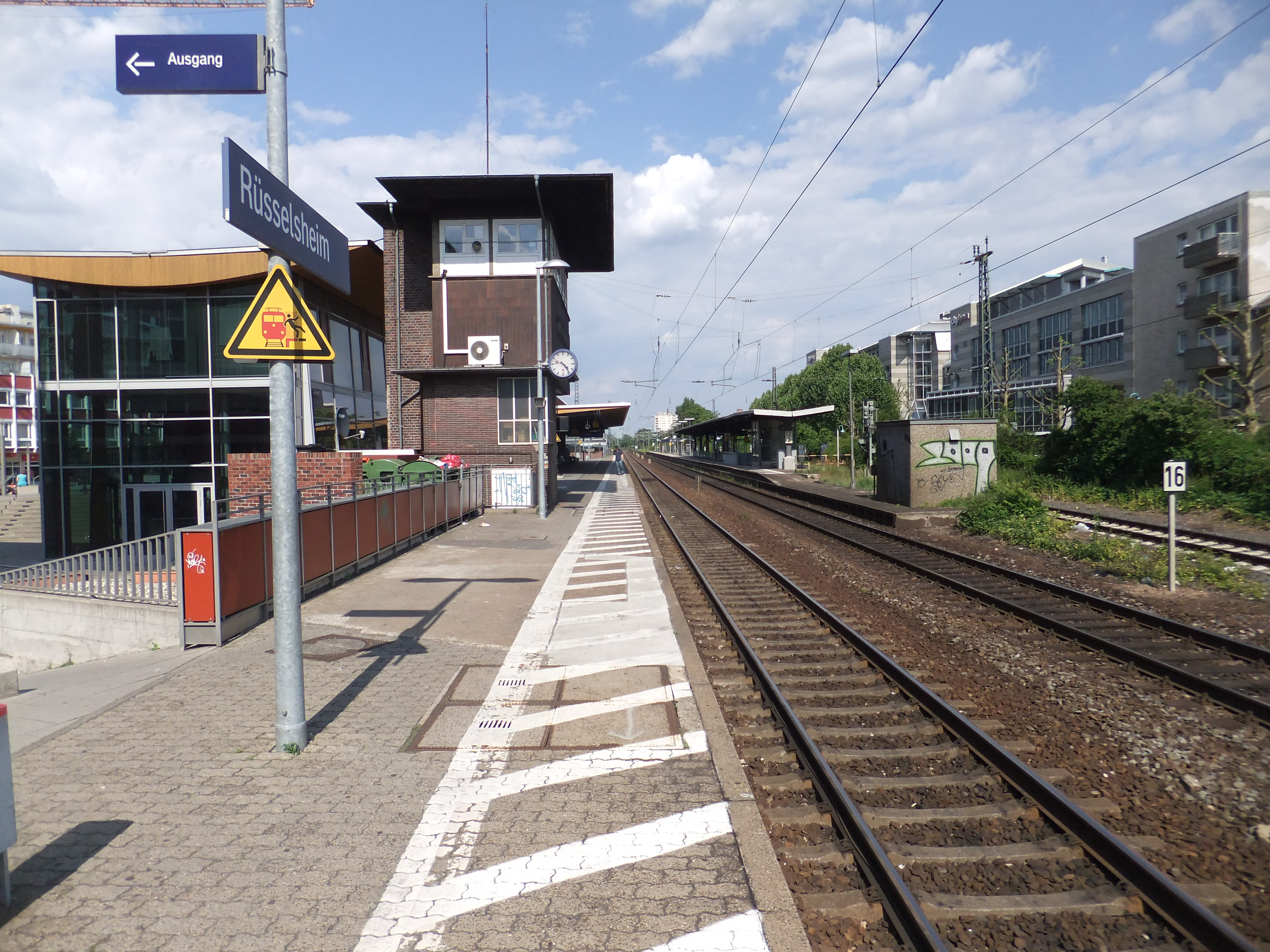
Der Rüsselsheimer Bahnhof

Die beiden Bahnhöfe Rüsselsheim und Rüsselsheim-Opelwerk liegen an der Bahnstrecke Mainz–Frankfurt. Die darauf verkehrenden S-Bahnlinien S8 und S9 bieten direkte Verbindungen nach Wiesbaden, Mainz, Hanau, Offenbach und Frankfurt sowie zum Flughafen Frankfurt. Die S-Bahnen bilden weitgehend einen 15-Minuten-Takt pro Richtung, wobei nachts stündlich pro Richtung eine S-Bahn fährt. Zwei Regional-Express-Linien von Frankfurt nach Koblenz und Saarbrücken, die nur am Bahnhof Rüsselsheim halten, ergänzen die Anbindung Rüsselsheims.

#### Straßenverkehr

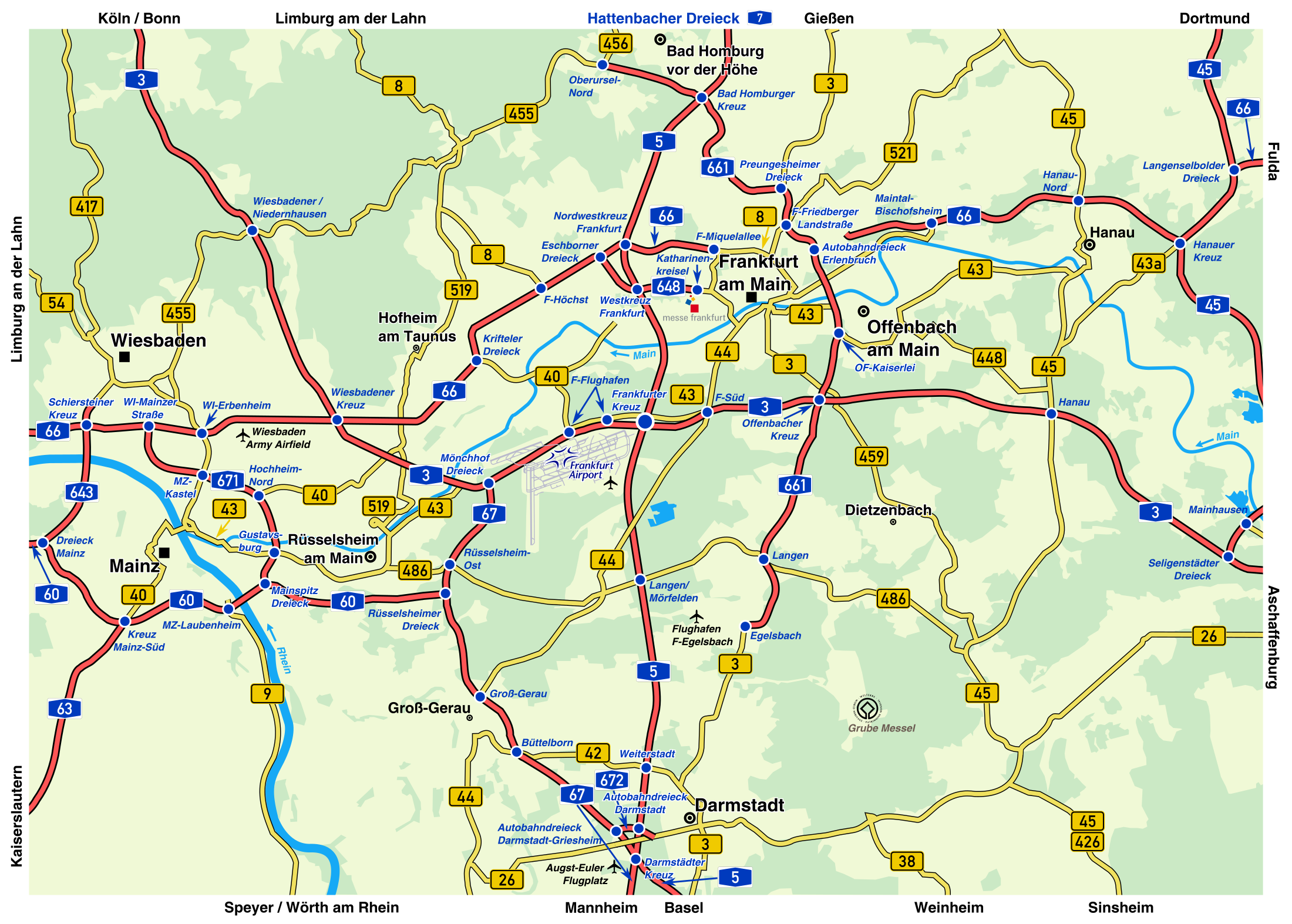
Rüsselsheim im Straßennetz des Großraums Frankfurt

Durch Rüsselsheim führt die Bundesstraße 43 von Mainz nach Frankfurt und verbindet die am südlichen Mainufer liegenden Orte. Seit dem 26. August 1928 bot die Opel-Brücke eine Straßenverbindung zu dem am anderen Mainufer liegenden Flörsheim. Diese Brücke wurde 1979 abgerissen und etwas weiter mainaufwärts durch eine neue Brücke mit vierstreifiger Fahrbahn und kreuzungsfreien Anschlüssen ersetzt. Diese Brücke ist Teil der Bundesstraße 519, die, von der Bundesautobahn 60 im Süden kommend, durch die Stadt führt und Rüsselsheim mit dem Main-Taunus-Kreis im Norden verbindet. Von Rüsselsheim nach Osten führt die Bundesstraße 486 in Richtung Langen und Dieburg.
Mit dem Fernverkehrsnetz der Bundesautobahnen ist Rüsselsheim zunächst im Süden durch die A 60 mit den Anschlussstellen Rüsselsheim-Mitte und Rüsselsheim-Königstädten verbunden. Die A 60 verlässt den Mainzer Autobahnring am Mainspitz-Dreieck und mündet am Rüsselsheimer Dreieck in die Bundesautobahn 67. Diese wiederum tangiert den Osten der Stadt vom Mönchhof-Dreieck kommend, führt nach Darmstadt und ist mit der B 486 verknüpft. Über das Mainspitz-Dreieck oder die B 43 gibt es eine Verbindung zur Bundesautobahn 671 nach Wiesbaden. Ferner verbindet die B 43 Rüsselsheim mit der Bundesautobahn 3 und so mit den Städten Köln und Frankfurt sowie mit dem Flughafen Frankfurt.

#### Öffentlicher Personennahverkehr
Rüsselsheim liegt im Gebiet des Rhein-Main-Verkehrsverbundes (RMV). Der städtische Busverkehr wird von den Stadtwerken Rüsselsheim unterhalten. Diese betreiben neun Buslinien, im Abendverkehr werden zwei Anruf-Sammel-Taxi (AST)-Linien angeboten. Daneben gibt es Regionalbuslinien der Lokalen Nahverkehrsgesellschaft des Kreises Groß-Gerau (LNVG GG). In deren Auftrag verkehren Busse des Regionalverkehr Kurhessen GmbH (RKH).

#### Fahrradverkehr
In Rüsselsheim wird entsprechend der günstigen Topografie häufiger Rad gefahren als in anderen Regionen Hessens. Rüsselsheim kam im ADFC-Fahrradklimatest 2016 auf den ersten Platz der Städte der Größenordnung 50.000–100.000 Einwohner in Hessen, wenn auch nur mit einer 3,49 (etwa entsprechend Schulnoten). Im bundesweiten Vergleich entsprach das Platz 18 von 98 Städten dieser Größenordnung mit ausreichender Anzahl Befragter. Hier war Bocholt Sieger mit der Note 2,29.
Das erhöhte Radverkehrsaufkommen ist mit auf die meist nur kurzen Wege infolge der dichten Besiedlung und den großen Arbeitgeber Opel mit seinem ausgedehnten Werksgelände zurückzuführen. Die vergleichsweise gute Bewertung lässt sich mit einer überdurchschnittlich guten Ausstattung an Radwegen und anderen Radverkehrsanlagen, abseits der Hauptverkehrsstraßen fast flächendeckend ausgewiesenen Tempo-30-Zonen wie auch zahlreiche Fahrradabstellanlagen an wichtigen Zielorten erklären. Von Studierenden der Hochschule angeregt, großteils finanziert und auch stark genutzt wird das örtliche Fahrradverleihsystem, das anfangs von Call a Bike, inzwischen von Nextbike betrieben wird. Darin integriert stehen auch Lastenräder zur Ausleihe bereit.

### Wirtschaftsstandort und Wirtschaftsförderung
Der Automobilhersteller Opel und die günstige Verkehrslage innerhalb des Großraumes Frankfurt sind Faktoren, warum sich viele global agierende Firmen hier angesiedelt haben. Besonders die Automobilindustrie prägt die Wirtschaft der Stadt. Zur Verbesserung der Situation in der Stadt, deren strukturelle Probleme kaum noch eigenständig gelöst werden können, hat der Magistrat im Jahr 2006 die ökonomische Fachstudie Rüsselsheim 2020 in Auftrag gegeben. Unter Federführung der Professoren Bert Rürup und Reinhard Hujer wurden in Zusammenarbeit mit der Hessen Agentur GmbH Leitlinien für die wirtschaftliche Entwicklung der Stadt bis zum Jahr 2020 entwickelt. Die Studie liegt seit 2006 vor und wird unter Leitung der städtischen Wirtschaftsförderung umgesetzt. Nach mittlerweile vier Jahren sind jedoch nur wenig Erfolge in der Umsetzung sichtbar, u. a. weil einige der vorgeschlagenen Maßnahmen, wie der Bau eines Golfplatzes, auf politischer Ebene nicht gewünscht waren.
Der innerstädtische Busverkehr, die Versorgung mit Gas und Wasser sowie der Betrieb des Stromnetzes und der Straßenbeleuchtung werden durch die Stadtwerke Rüsselsheim erbracht.
In Rüsselsheim wird die Wirtschaft u. a. durch den 1888 gegründeten Gewerbeverein Rüsselsheim e. V. und durch das 2007 gegründete Unternehmen Rüsselsheim e. V. vertreten. Die Wirtschaft der Stadt entsendet sechs Vertreter in die IHK-Vollversammlung Darmstadt Rhein Main Neckar.
Die Stadt Rüsselsheim legt besonderen Wert auf die Förderung der örtlichen Wirtschaft. Der Wirtschaftsservice Rüsselsheim, eine gemeinsame Dienstleistung der städtischen Wirtschaftsförderung und der Stadtentwicklungsgesellschaft, bietet Unternehmen, die bereits in Rüsselsheim ansässig sind oder eine Niederlassung in Rüsselsheim eröffnen möchten, Unterstützung und Beratung. Dennoch existieren seit etwa acht Jahren enorme Schwierigkeiten in der praktischen Umsetzung. Bis vor knapp einem Jahr gab es auch keinerlei übergreifende Gesamtkonzepte, welche dann bei externen Wirtschaftsprofessoren der Universitäten Darmstadt und Frankfurt am Main eingekauft wurden (Rürup-Studie). Ein entscheidender Impuls kam im Sommer 2007 von einer renommierten Projektentwicklungsgesellschaft; diese eröffnete ihre Pläne für die kommerzielle Erschließung des sog. Opel-Altareales. Ein überwiegender Teil der Stadtverordneten und Stadtentwicklungsexperten sehen das Projekt Opel-Altareal als die große – und wohl auch letzte – Chance für eine bessere Zukunft der von Transformationsproblemen gebeutelten Alt-Industriestadt Rüsselsheim an.

### Opel Automobile GmbH

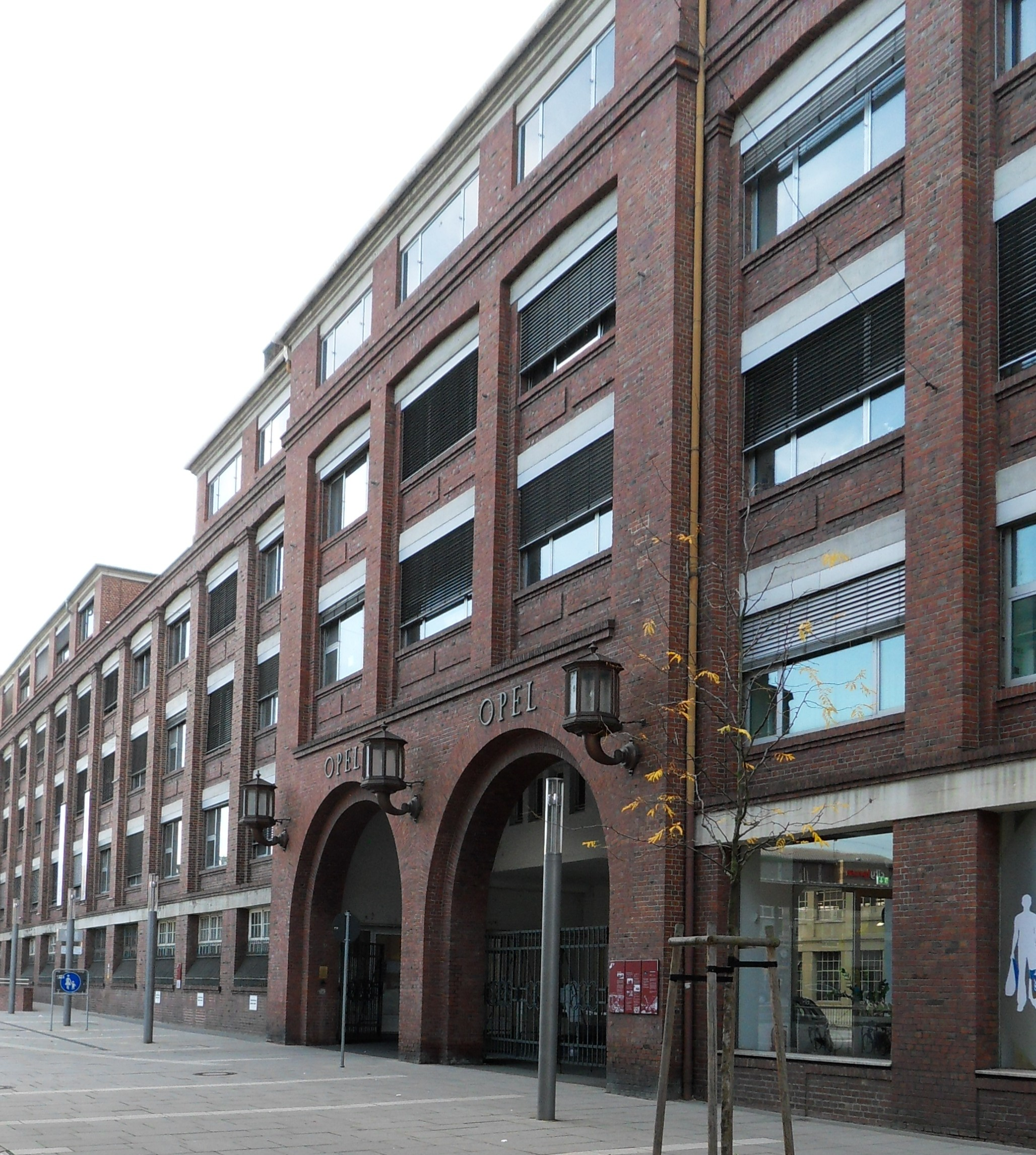
Opel-Hauptportal

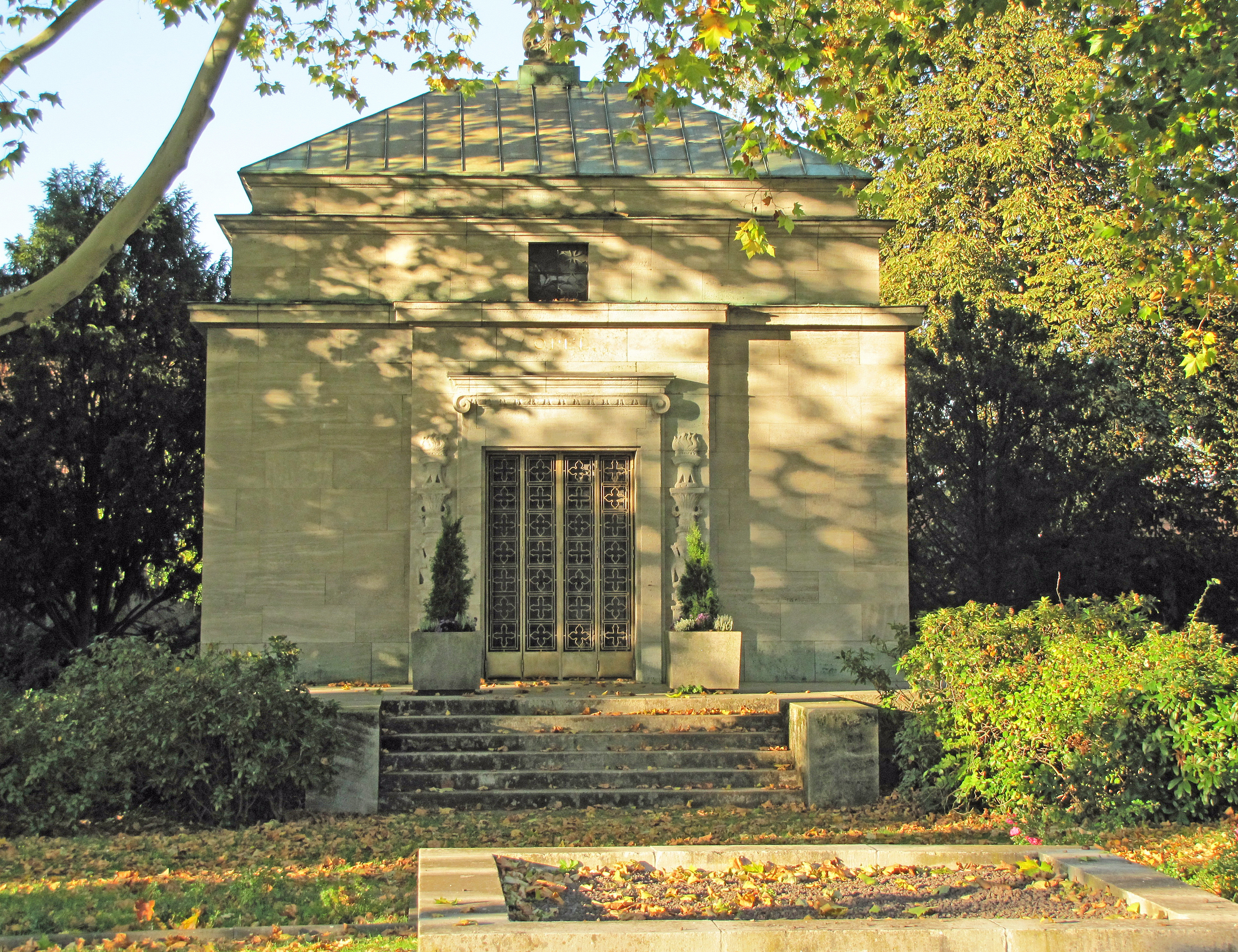
Opel-Mausoleum

Bekannt wurde Rüsselsheim vor allem durch den Automobilhersteller Opel. Der Gründer Adam Opel begann als Schlosserlehrling und kehrte nach einer mehrjährigen Lehr-Wanderschaft schließlich nach Rüsselsheim zurück und gründete 1862 eine Nähmaschinen-Manufaktur im Stall seines Onkels. Das Wissen hierzu hatte er unter anderem bei einem namhaften Nähmaschinenhersteller in Paris erworben. Ab 1886, durch seine Söhne auf dieses Produkt gebracht, wurden auch Fahrräder hergestellt. Zeitweise war Opel der größte Fahrradhersteller der Welt. Nicht zuletzt durch die fünf Söhne Adam Opels, die allesamt erfolgreiche Radsportler waren, erlangten die Fahrräder Opels einen hervorragenden Ruf.
Adam Opel starb 1895, nachdem er sich auf einer Geschäftsreise mit Typhus infiziert hatte. Seine Frau Sophie und seine Söhne übernahmen die Leitung des Unternehmens. 1898 wurden die ersten Autos gebaut. Adam Opel hatte noch die Autos als „stinkende Kutschen“ abgetan und hatte hier eine ähnliche Abneigung wie zunächst auch gegenüber den Fahrrädern (hier setzten sich zu seinen Lebzeiten noch die Söhne durch).
Bereits in den 1920er Jahren wurde die damalige Adam Opel AG an den US-amerikanischen Automobilkonzern General Motors verkauft. Von 1931 bis 2017 war GM Alleineigentümer.
Seit August 2017 gehört Opel zum Konzern Stellantis.
Rüsselsheim war, auch dank Opel, noch bis in die 1970er Jahre eine reiche Stadt. 1978 waren unter den insgesamt 50.000 sozialversicherungspflichtigen Arbeitsplätzen 42.000 „Opelaner“; die Gewerbesteuereinnahmen der Stadt stammten fast ausschließlich vom Automobilkonzern. Als Folge der Ölkrise und durch die später von General Motors beschlossene Beschränkung des ursprünglich weltweiten Absatzmarktes der Opel-Fahrzeuge auf Europa schrumpften Nachfrage und Produktion bei gleichzeitigen Überkapazitäten. Im Jahr 2009 standen wegen der schlechten Finanzlage die Abtrennung der Opel-Tochter vom General-Motors-Konzern und die Übernahme von Anteilen durch andere Investoren zur Diskussion.
Opel bot 2016 am Standort Rüsselsheim noch 14.000 Arbeitsplätze, darunter rund 7.400 im Internationalen Technischen Entwicklungszentrum (ITEZ).
Ein Großteil der Rüsselsheimer Einwohner ist außerhalb des Automobilkonzerns tätig, vielfach am Flughafen Frankfurt Main. Als Gewerbesteuerzahler spielt Opel seit vielen Jahren keine Rolle mehr. Infolgedessen bekam die Stadt große Probleme mit einer dauernd ansteigenden Verschuldung.

### Weitere ansässige Unternehmen

#### EDS – Electronic Data Systems
Die deutsche Zentrale des amerikanischen EDV-Dienstleisters und Outsourcing-Unternehmens EDS befand sich in Rüsselsheim, sie wurde im März 2008 von der Firma Hewlett-Packard gekauft. Im Januar 2013 arbeiteten dort ca. 1.200 Menschen. Hewlett-Packard hat den Standort Rüsselsheim Ende Januar 2014 geschlossen.

#### Hyundai/KIA
Seit 2003 befindet sich die Hyundai Motor Europe Technical Center GmbH des koreanischen Automobilherstellers Hyundai/KIA im Gewerbegebiet Blauer See. Sie beschäftigt sich mit der Entwicklung europäischer Fahrzeugtechnologie für die Marken Hyundai und KIA. Die Entwicklungsschwerpunkte liegen auf Dieselaggregaten, Fahrwerk und Bremsen, Kunststoffteilen sowie aktiven Sicherheitssystemen in Kraftfahrzeugen. Daneben befindet sich seit 2008 das europäische Designcenter für die Marke Hyundai in Rüsselsheim.

#### Mitsubishi Motors Deutschland
Seit April 2011 sitzt der deutsche Importeur von Mitsubishi-Fahrzeugen wieder in Rüsselsheim, diesmal mit rund 120 Beschäftigten im Industriegebiet Hasengrund. Der Umzug nach Rüsselsheim bedeutete für Mitsubishi Motors Deutschland einen Weg zurück zu den Wurzeln der Unternehmensgeschichte in Deutschland. Nicht weit vom jetzigen Standort begann im Jahr 1977 in Rüsselsheim die Auslieferung der ersten Fahrzeuge. Ende 2017 erfolgte der Umzug nach Friedberg. Dies betraf 90 Beschäftigte in Rüsselsheim.

#### Chevrolet Deutschland
Der deutsche Importeur von Chevrolet-Fahrzeugen hat seit Juli 2007 seinen Sitz im Industriegebiet Hasengrund in Rüsselsheim. Der Umzug von Bremen nach Rüsselsheim bedeutete für Chevrolet Deutschland weitere Synergien innerhalb der Mehrmarkenstrategie des General-Motors-Konzerns, durch die Nähe zu Opel.

### Medien
Bis 2022 existierten zwei Tageszeitungen: Das Rüsselsheimer Echo und die Main-Spitze. Beide waren Kopfblätter, die schon seit Jahren im Besitz auswärtiger größerer Zeitungsverlage sind und in Rüsselsheim lediglich kleine Lokalredaktionen unterhielten. Das Rüsselsheimer Echo gehörte lange Zeit zur Gruppe Medienhaus Südhessen, die Main-Spitze zur Verlagsgruppe Rhein-Main. Im Mai 2009 war der erste Spatenstich für das neue, gemeinsame Druckzentrum der Verlage. Es entstand im Gewerbepark Blauer See. 2015 wurde das Rüsselsheimer Echo an die Mediengruppe Frankfurter Societät verkauft; seit 2022 gehört die Zeitung wie auch die Main-Spitze zur VRM. Beide Zeitungen werden von der gleichen Redaktion bestückt und sind bis auf den Namen deckungsgleich.
Außerdem erscheinen einmal in der Woche die beiden Anzeigenblätter „Rüsselsheimer Wochenblatt“ und „SÜWO“.
Hinzu kommt ein kommunales Radio, Radio Rüsselsheim, welches im Stadtgebiet unter UKW 90,9 zu empfangen ist.

### Krankenhäuser und Feuerwehr
Das GPR Gesundheits- und Pflegezentrum Rüsselsheim ist eine am 1. Januar 2004 gegründete gemeinnützige GmbH mit dem Ziel einer umfassenden und sektorenübergreifenden Versorgung. Als wichtigste Gesellschaftsbereiche sind zu nennen:
- GPR Klinikum. Das GPR Klinikum ist ein Krankenhaus der Schwerpunktversorgung im westlichen Rhein-Main-Gebiet/Mainspitze. Primär versorgt es mit den Regionen Rüsselsheim, Mainspitze, Groß-Gerau und dem südlichen Main-Taunus-Kreis rund 200.000 Menschen. Hierfür stehen 503 vollstationäre Betten und sieben Hämodialyseplätze bereit. Des Weiteren verfügt das GPR Klinikum über eine Operative Tagesklinik (OTK). Das Einzugsgebiet des GPR Klinikums erstreckt sich von Rüsselsheim weitläufig auf die umliegenden Gemeinden und Städte. Die Einrichtung besteht insgesamt aus 17 Kliniken und Instituten sowie zwölf Zentren.

Kliniken und Institute im GPR Klinikum
- Klinik für Allgemein-, Viszeral und Thoraxchirurgie
- Klinik für Gefäß- und Endovascularchirurgie
- Klinik für Unfall-, Hand- und Wiederherstellungschirurgie
- I. Medizinische Klinik (Gastroenterologie)
- Nephrologie und Hämodialyse
- II. Medizinische Klinik (Kardiologie) mit der internen Intensivstation
- Geriatrische Klinik
- Klinik für Kinder- und Jugendmedizin
- Frauenklinik
- Klinik für Lungen- und Bronchialheilkunde
- Klinik für Urologie, Kinderurologie und onkologische Urologie
- Klinik für HNO-Heilkunde, Kopf-, Hals- und Plastische Gesichtschirurgie
- Sektion für Plastische, Rekonstruktive und Ästhetische Chirurgie
- Orthopädische Klinik
- Klinik für Anästhesiologie, anästhesiologische Intensivmedizin und perioperative Schmerztherapie mit der operativen Intensivstation
- Institut für Laboratoriumsmedizin
- Institut für Radiologie und Nuklearmedizin

- GPR Seniorenresidenz „Haus am Ostpark“. Die Seniorenresidenz bietet 185 Heim- und Pflegeplätze sowie 42 neu entstandene Wohnungen im Bereich des „Betreuten Wohnens“.
- GPR Ambulantes Pflegeteam. Das ambulante Pflegeteam stellt kurzfristig oder auch dauerhaft eine häusliche Pflege in Rüsselsheim und in angrenzenden Gemeinden sicher.

Die Freiwillige Feuerwehr Rüsselsheim hat knapp 300 ehrenamtliche Einsatzmitglieder und teilt sich in vier Abteilungen auf, die ihren Sitz in Rüsselsheim-Stadt, Rüsselsheim-Königstädten, Rüsselsheim-Haßloch und Rüsselsheim-Bauschheim haben. Die Freiwillige Feuerwehr wird zur Sicherstellung der Tagesalarmfähigkeit und der Einhaltung der Hilfsfrist durch gut 30 hauptamtliche Kräfte unterstützt. In Bauschheim wurde 2010 ein Neubau des Feuerwehrhauses für projektierte zwei Millionen Euro errichtet. Die Ausrückebereiche der Freiwilligen Feuerwehr Rüsselsheim gliedern sich in das Stadtgebiet selbst, die Bundesautobahn, die Bundeswasserstraße Main, die Verkehrsanlagen Deutsche Bahn AG (Bahnstrecken Mainz – Frankfurt und Mainz – Darmstadt) und auf Anforderung den Bereich der Werkfeuerwehren Adam Opel AG und Flughafen Frankfurt.

### Bildungs- und Betreuungseinrichtungen

#### Kitas
Die Kindertagesstätten Stadt Rüsselsheim bietet Betreuung für Kinder und Jugendliche an. Für die Jüngsten stehen 20 städtische Kindertagesstätten zur Verfügung. Die Erziehenden können dabei wählen, ob sie ihr Kind nur vormittags, vormittags mit Mittagessen oder ganztags betreuen lassen möchten. Sechs konfessionelle oder freie Kitas runden das Angebot in Rüsselsheim ab.

#### Betreutes Wohnen
Nicht nur für Kinder, sondern auch für Erwachsene mit körperlichen und/oder psychischen Problemen werden seitens des SPV (Abkürzung für Sozialpsychiatrischer Verein Kreis Groß-Gerau e. V.) umfangreiche Hilfestellungen zur praktischen Lebensgestaltung angeboten. Diese reichen von einfachen Gesprächsangeboten hinsichtlich der möglichen Freizeitgestaltung bis hin zu konkreten Tipps zur Haushaltsführung. Auch die Übernahme einfacher Arbeiten (z. B. Kochen und verschiedene Reinigungsarbeiten) gehören dazu.

#### Schulen
Für Bildung von Kindern und Jugendlichen stehen 19 Schulen mit allen Schulabschlüssen und verschiedensten Betreuungsformen in Rüsselsheim zur Verfügung. Die Stadt selbst ist Schulträger für 17 Schulen, zwei weitere Schulen vor Ort sind in Trägerschaft des Kreises Groß-Gerau. Zum Schulangebot zählen auch drei Gymnasien, die Immanuel-Kant-Schule, die Max-Planck-Schule und das Neue Gymnasium. Dieses wird allerdings vom Kreis Groß-Gerau als Träger betrieben. Die Werner-Heisenberg-Schule vereinigt berufliche Bildung, berufliche Weiterbildung, Fachoberschule (Fachhochschulzugang) und berufliches Gymnasium unter einem Dach.
An allen Rüsselsheimer Grundschulen gibt es die Möglichkeit, Kinder vor oder nach dem Unterricht zu betreuen.
Außerdem ist Rüsselsheim bereits 2001 der Medieninitiative „Schule@Zukunft“ beigetreten und stellt mit dem Projekt „Öffnung von Schule“ Kontakte zwischen Schulen sowie außerschulischen Kooperationspartnern her.

#### Hochschule RheinMain

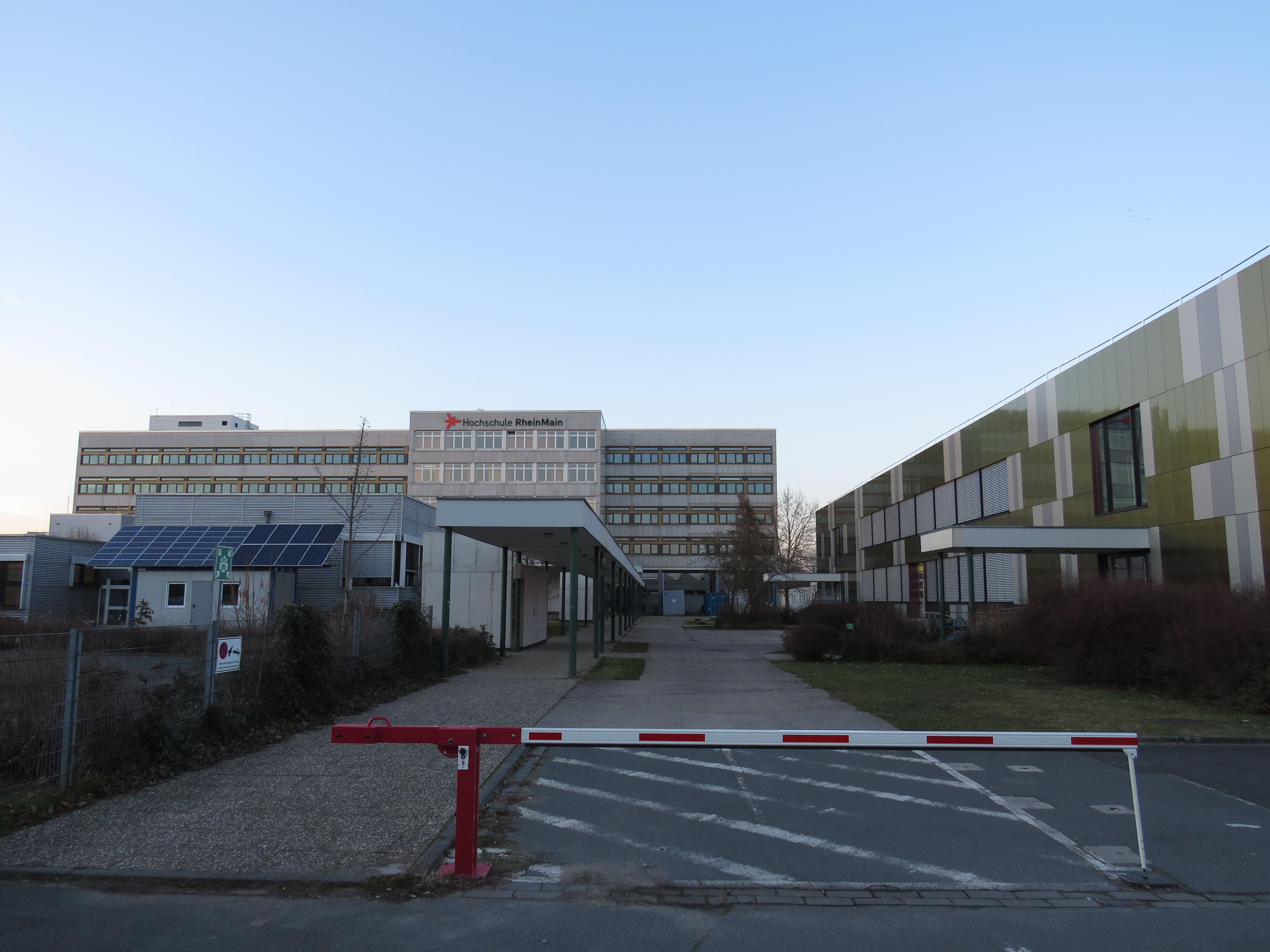
Hochschule RheinMain, Standort Rüsselsheim

Die Hochschule RheinMain (früher FH Wiesbaden) hat in Rüsselsheim einen von zwei Standorten. Hier ist der „Campus Am Brückweg“ mit dem Fachbereich Ingenieurwissenschaften angesiedelt. Insgesamt studieren hier derzeit 2774 Studenten (Stand Sommersemester 2023) in den folgenden Studienbereichen:
- Informationstechnologie und Elektrotechnik
- Maschinenbau
- Umwelttechnik und Dienstleistung
- Physik

### Freizeit- und Sportanlagen

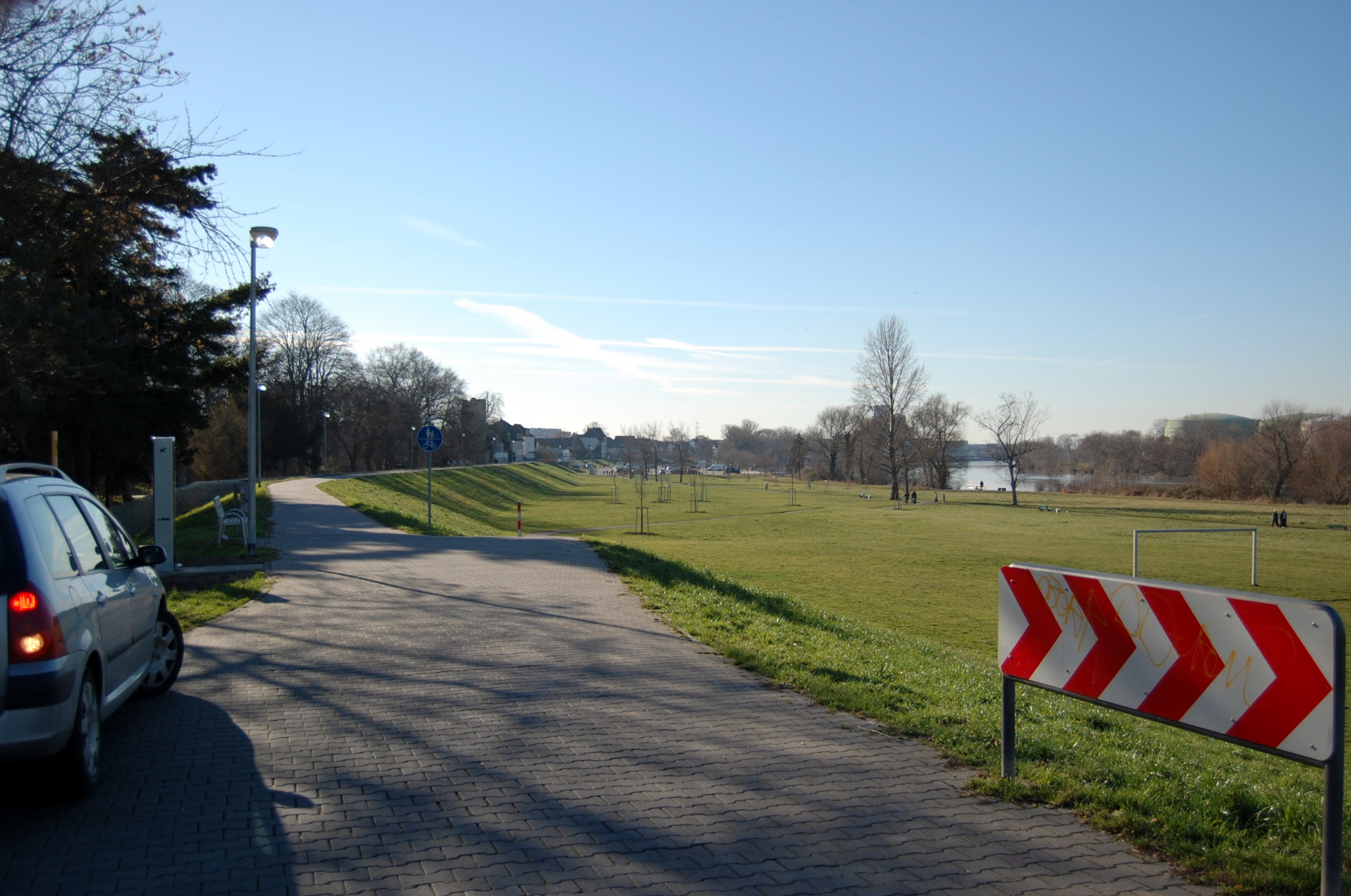
Die Mainwiesen

- Großsporthalle (bis zu 4500 Zuschauer)
- Freizeitbad an der Lache
- Waldschwimmbad (mit Möglichkeit zum Eislaufen bei ausreichender Eisdicke im Winter)
- Stadion am Sommerdamm mit Rasenplatz inkl. Tribüne und Hockey-Kunstrasenplatz
- Bootshaus des Rüsselsheimer Ruder-Klubs 08 (RRK) am Main
- Trampolinanlage und Skateboard-Bahn (vor dem ehemaligen Opel-Bad am Sommerdamm)
- Reitsportverein mit Schulbetrieb, Darmstädter Straße/Ecke Kurt-Schumacher-Ring
- Verna-Park Rüsselsheim

## Kultur und Sehenswürdigkeiten
Im Jahr 1980 wurde vom damaligen Oberbürgermeister Karl-Heinz Storsberg ein Gedächtnisweinberg an der Frankfurter Straße eingeweiht. Er dient dem Gedenken an die Ersterwähnung der Rebsorte Riesling 1435 in einem Weinberg südlich der Burg mit einer Neuanpflanzung durch den Rheingauer Weinbauverband. Ein Mitglied der Rüsselsheimer Winzerfreunde, das Weingut Künstler, kultiviert dort bis heute Rüsselsheimer Riesling. Der historische Eintrag befindet sich in den Regesten der Grafen von Katzenelnbogen, einer mehr als 6000 Urkunden umfassenden Sammlung des Wiesbadener Staatsarchivars Karl E. Demandt, der sie in 20-jähriger Archivarbeit übersetzte und ordnete.

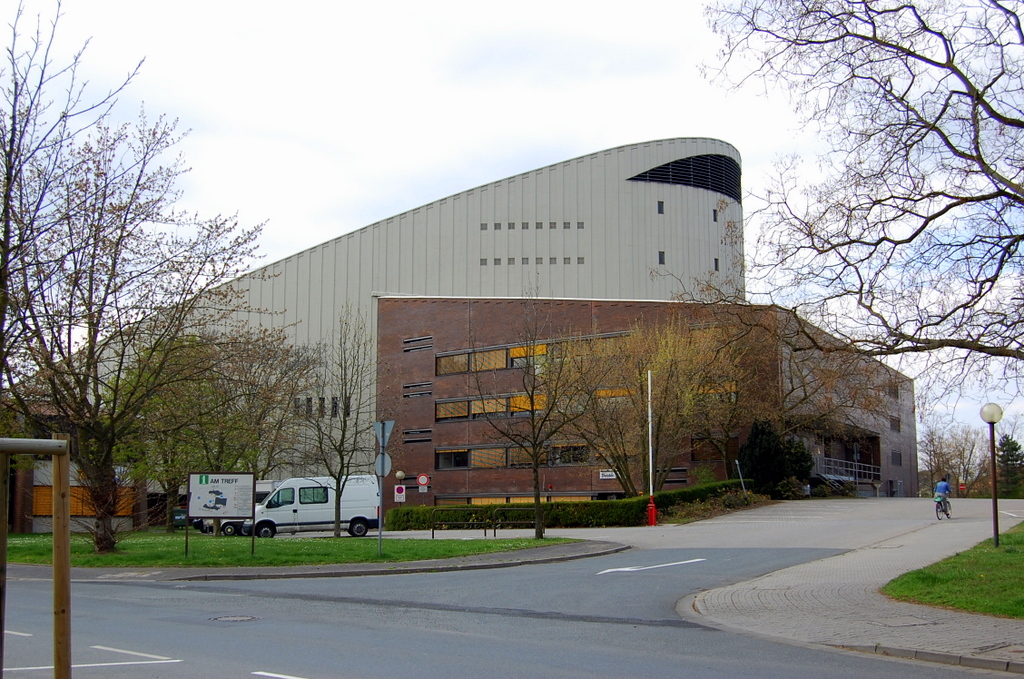
Stadttheater Rüsselsheim

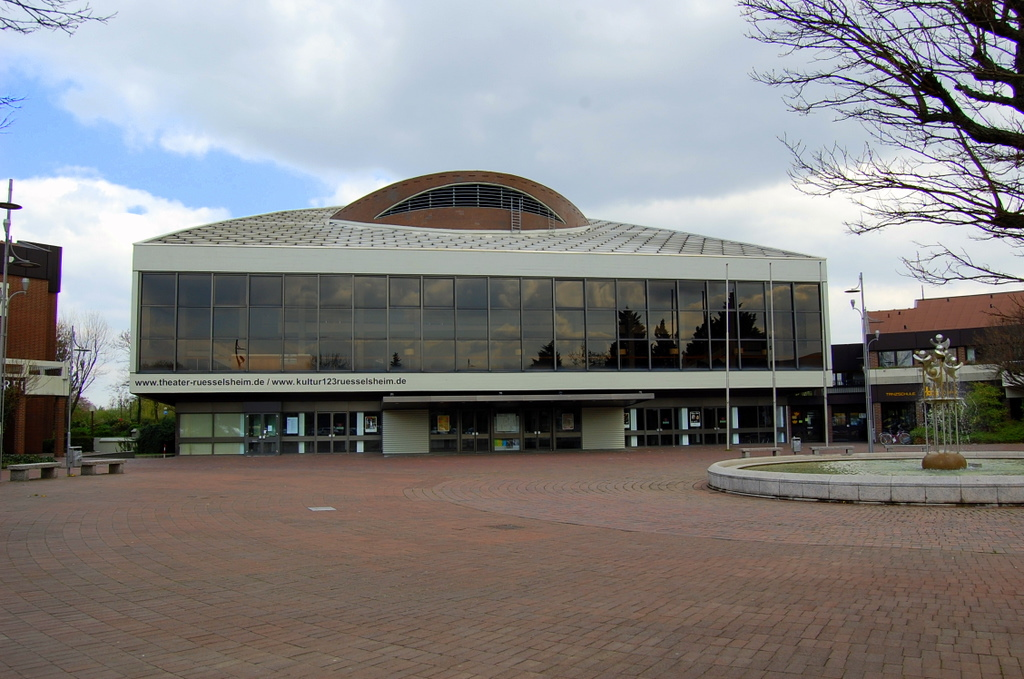
Stadttheater Rüsselsheim

Das Stadttheater Rüsselsheim bietet im großen Saal 865 Sitzplätze auf Parkett und Rang. Das Programm des Theaters umfasst die Sparten Schauspiel, Konzert, Oper, Operette, Musical, Ballett und Tanz. Als Theater ohne eigenes Ensemble ist es ein reines Gastspielhaus. Architektonisch fällt es durch seine zwei Ellipsen auf, die sich im oberen Drittel schneiden. Es ist ein markantes Gebäude mit großem Einfluss auf das Stadtbild. Links neben dem Stadttheater befindet sich die Rüsselsheimer Stadtbücherei. Jedes Jahr im Juni finden die Rüsselsheimer Filmtage im Theater statt. Es ist das einzige deutsche Filmfestival, das sich dem Genre des satirischen Kurzfilmes widmet.
Das Stadt- und Industriemuseum Rüsselsheim wurde aufgrund der Ausstellungskonzeption, die erstmals Technik-, Industrie- und Sozialgeschichte miteinander verband, 1979 mit dem Museumspreis des Europarates als Modell-Museum ausgezeichnet und als „gegenwärtig eines der bedeutendsten und einflussreichsten Museen Europas“ bezeichnet. Die Ausstellung in der Festung Rüsselsheim informiert insbesondere über die Entwicklung von Arbeitstechniken und Arbeitsverhältnissen von der Vorgeschichte bis in die Gegenwart.
Eine weitere kulturelle Wirkungsstätte ist das Rüsselsheimer Kulturzentrum Das Rind. Neben dem gastronomischen Teil gibt es dort Partys (Abschuss oder Loveland) und auch Konzertveranstaltungen, wie die bekannte Jazzcafé Reihe im Rahmen der Jazz-Fabrik Rüsselsheim.

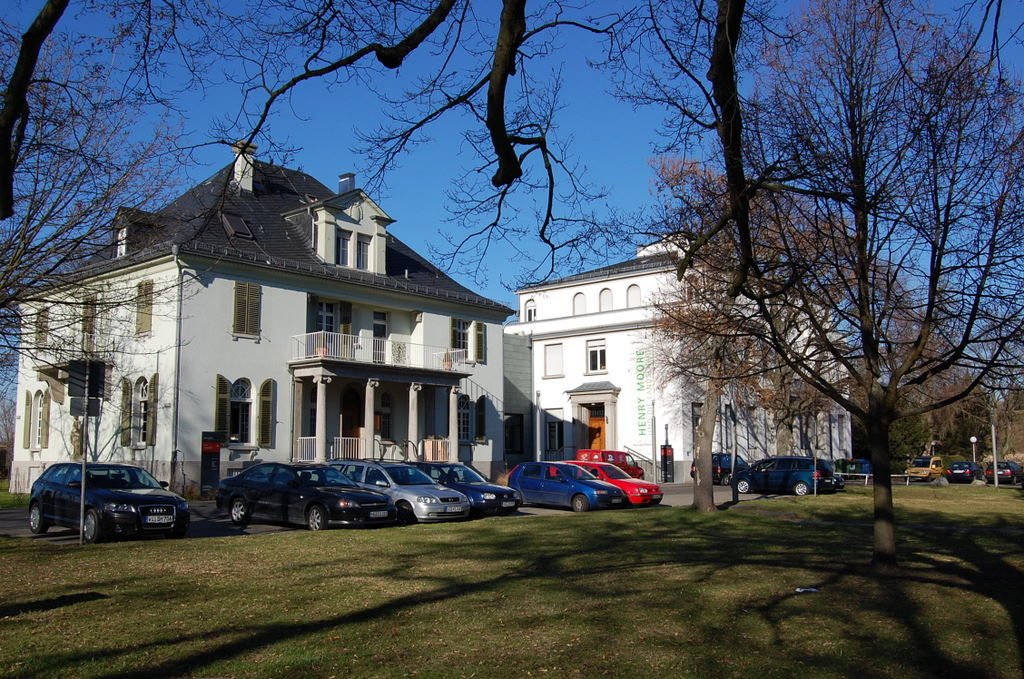
Opelvillen (2008)

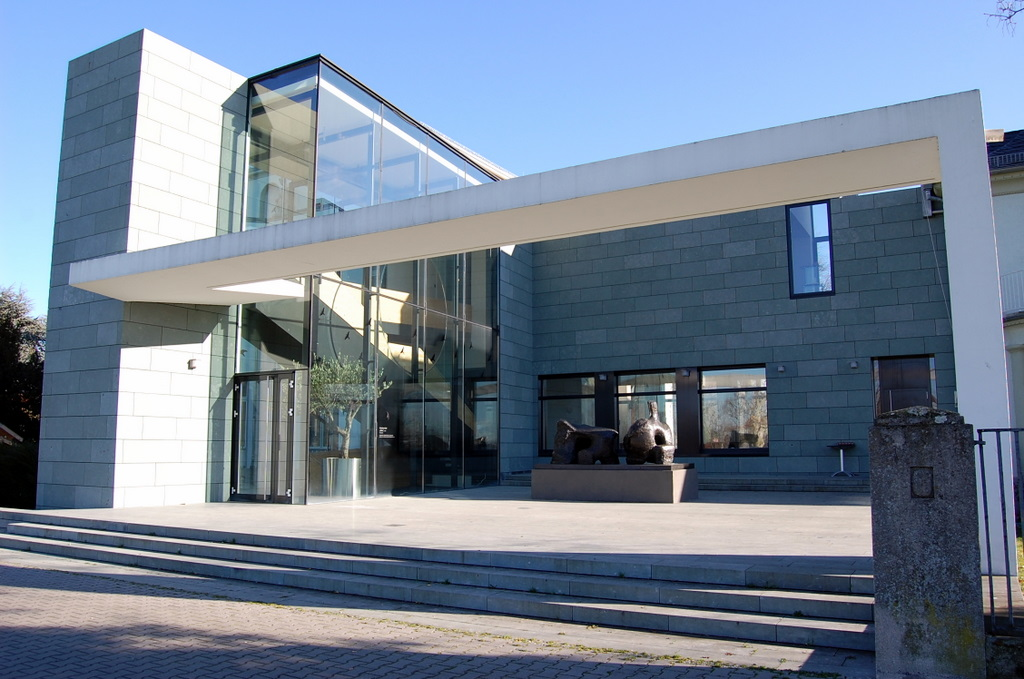
Opelvillen: moderne Architektur

Die restaurierten Opelvillen der Firmengründer am Mainufer, eine Verbindung von Denkmalschutz und moderner Architektur, bieten Raum für Ausstellungen (vor allem Malerei und Fotografie) und Veranstaltungen. Hier ist heute die Stiftung Opelvillen beheimatet. Das erklärte Ziel der Stiftung ist die Darstellung der Gegenwartskunst, welche im Zentrum der Ausstellungstätigkeit stehen soll. Stiftungsvorstand und Kuratorin ist die Frankfurter Kunsthistorikerin Dr. Beate Kemfert, unter deren Führung sich die Opel-Villen zu einem etablierten Ausstellungshaus in der Region entwickelt haben. Getragen werden die Opel-Villen auch von der Rüsselsheimer Bürgerschaft. Der Freundeskreis hat mittlerweile über 160 Mitglieder.
Seit 1986 wird vom Magistrat der Stadt alle zwei Jahre der Kulturpreis der Stadt Rüsselsheim vergeben, mit dem jeweils auf Vorschlag einer Jury „herausragende Leistungen und bedeutende kulturelle Initiativen, insbesondere auf den Gebieten der Heimatpflege, der Literatur, der Musik oder der bildenden Künste“ ausgezeichnet werden. Daneben wird ein Förderpreis in Form eines Förderstipendiums an junge Künstler vergeben.

## Vereine
Sport
- Der Rüsselsheimer Fußballverein SV Dersim wurde 1989 gegründet. Im Jahr 2018 wurde eine Spielergemeinschaft mit dem Traditionsverein VFR Rüsselsheim gegründet. Der SV Dersim spielte mehrere Jahre in der Gruppenliga Darmstadt, aktuell (2019) führt er die Tabelle der Kreisoberliga Darmstadt / Groß-Gerau an.
- Die TG 1862 Rüsselsheim ist mit ca. 3500 Mitgliedern der größte Verein Rüsselsheims. In 12 Abteilungen werden 30 Sportarten angeboten. Die Mannschaften von Volleyball und Tanzen sind in den jeweiligen Bundesligen vertreten.
- Der TV 1890 Rüsselsheim-Haßloch ist mit 1800 Mitgliedern der zweitgrößte Sportanbieter in Rüsselsheim und bietet mit Aerobic, Golf, Fußball, Koronarsport, Leichtathletik, Tennis, Turnen, Segeln und Ski ein breites Spektrum an Sportarten an. Bekannt ist der Verein insbesondere für seine Tennis-Hessenliga-Mannschaften und das Tennis-Leistungszentrum.
- TV 1888 Königstädten e. V. ist mit ca. 1300 Mitgliedern der größte Verein des Stadtteils und einer der größten Vereine im Stadtgebiet. In neun Abteilungen, Handball, Volleyball, Turnen, Tanzen, Tennis, Tischtennis, Leichtathletik, Spielmannszug und Freizeitsport, wird Sport und Geselligkeit für die ganze Familie angeboten.
- Der SC Opel Rüsselsheim ist mit 520 Mitgliedern der fünftgrößte Verein und spielte von 1965 bis 1972 in der damals zweitklassigen Regionalliga Süd.
- Der JC Rüsselsheim bietet Judo und andere Kampfsportarten. Aus dem Verein stammen einige deutsche Meister und auch Weltmeister
- Der Rüsselsheimer Ruder-Klub 08 e. V. (RRK) mit seinen etwa 630 Mitgliedern, viertgrößter Verein in Rüsselsheim, ist nicht nur durch Rudern, sondern heute vor allem durch Hockey bekannt. Während seiner mehr als 100-jährigen Geschichte hat der RRK 28 deutsche Rudermeisterschaften in verschiedenen Klassen errungen. Im Hockey konnte man bis heute sogar 51 deutsche Meisterschaften verbuchen, davon 24 in der Damen- und Herrenklasse. 18 Europacup-Gewinne der RRK-Damenmannschaft in den Jahren 1991 bis 2006 sind eine wahrscheinlich nicht zu wiederholende Leistung.
- Der Rüsselsheimer Schwimm Club (RSC) wurde 1954 gegründet und hat heute etwa 330 Mitglieder. Es werden Schwimmen als Leistungs- und Breitensport für alle Altersklassen, Wasserball und Wassergymnastik angeboten.[76]
- Der Rad- u. Motorsport Club (RMSC) Rüsselsheim ist ein Traditionsverein, der sich dem Radballsport, dem RC-Car und der Jugendarbeit verschrieben hat. Die 6er Mannschaften des RMSC Rüsselsheim wurden bereits drei Mal Deutscher Meister im 6er Rasenradball. Auch im RC-Car Bereich gibt es Fahrer, die in den vorderen Rängen der deutschen Spitzenfahrer und auch Teilnehmer an Weltmeisterschaften sind.
- Der Radfahrer-Verein OPEL 1888 Rüsselsheim e. V. wurde im März 1888, in erster Linie auf Initiative von Adam Opel, gegründet. Unter den Gründungsmitgliedern waren auch die zwei ältesten Söhne von Adam Opel. Die fünf Söhne Adam Opels – Wilhelm, Carl, Heinrich, Fritz und Ludwig – waren begeisterte Radsportler mit zahlreichen sportlichen Erfolgen. Der Radfahrer-Verein Opel 1888 Rüsselsheim e. V. hat heute über 120 Mitglieder und bietet Betätigungsmöglichkeiten in den Sparten Radtourenfahren (RTF), Radwandern und den Historische Fahrrädern mit Hoch- und Niederrädern. Einmal jährlich im Juni veranstaltet der RV Opel 1888 seine Radtourenfahrt (RTF) im Rahmen des Breitensportkalenders des Bund Deutscher Radfahrer (BDR). Es werden Strecken von 42, 79, 111 und 153 km angeboten. Ein weiteres Veranstaltungs-Highlight ist das jährliche Treffen der Fahrrad-Oldtimer, das im Rahmen der Opel Classics im Juni an den Opelvillen stattfindet. Hier treffen sich Fahrradliebhaber, die ihre Opelfahrräder, die bis 1937 in Rüsselsheim gebaut wurden, liebevoll restauriert haben und pflegen.
- Der 1. SC Breakers Rüsselsheim ist mit ca. 60 Mitgliedern der größte Snookerclub in ganz Hessen. Der Verein war von 1999 bis 2016 in der 1. Bundesliga mit einer Mannschaft vertreten und wurde in den Saisons 1999/2000 und 2006/07 Deutscher Mannschaftsmeister. Zahlreiche Hessenmeister im Einzel und in der Mannschaft, Deutsche Pokalsieger und Gewinner der GOSR-Turnierserie gehören diesem Club an.
- SKG Bauschheim. Der Name SKG ist die Abkürzung für Sport- und Kulturgemeinde Bauschheim 1887/1946 e. V. Der seit dem 12. Mai 1946 bestehende Verein entstand aus dem Zusammenschluss mehrerer Bauschheimer Vereine. Dieser Zusammenschluss war die Bedingung der damaligen Militärregierung für dessen Zulassung. Aus dem gleichen Grund entstanden in dieser Zeit viele Vereine mit den Kürzeln SKG, SKV, SG usw. auf dem Gebiet der amerikanisch besetzten Zone. Die beiden Jahreszahlen im Vereinsnamen markieren mit 1887 das Gründungsjahr des ältesten der zusammengeschlossenen Vereine, nämlich des Bauschheimer Turnvereins von 1887 sowie mit 1946 das Jahr der Zusammenlegung durch die Alliierten. Heute besteht die SKG mit den Abteilungen Fußball, Handball, Gesang, Tischtennis, Musikzug, Radsport, Turnen (Fitness und Gesundheit) und Wandern.
- Die Rüsselsheim Razorbacks waren ein Sportverein für American Football, welcher 2010 den Spielbetrieb einstellte.
- Der FV Hellas Rüsselsheim bietet die Sportarten Fußball, Basketball und Damen-Handball an.
- Der Scheibensucher e. V. ist einer der größten Discgolf-Vereine in Deutschland und zählt rund 100 Mitglieder (Stand: Juli 2015). Im nördlichen Teil vom Ostpark errichteten die Mitglieder einen Parcours mit 21 Körben. Zudem bespielen sie auch das Waldschwimmbad außerhalb der Badesaison und richten bis zu fünf Turniere im Jahr aus. 2014 fand am ersten Wochenende im Oktober die deutsche Meisterschaft im Discgolfen mit 144 Teilnehmern statt.
- Der Segel Club Rüsselsheim 03 e. V. ist ein 2003 aus der Segelabteilung des TV 1890 Rüsselsheim-Haßloch gegründeter Fahrtensegelverein. Mit seinen ca. 100 Mitgliedern segelt er in verschiedensten Segelrevieren. Er nimmt seit seiner Gründung an der Hessenregatta auf der Ostsee teil und gewann den Hessencup 2016 und 2017.
- Die Naturfreunde Deutschland, Ortsgruppe Rüsselsheim gegründet 1895 in Wien, 1925 in Rüsselsheim, besitzen ein eigenes Haus hinter dem Waldschwimmbad. Es ist ein beliebter Treffpunkt besonders für Familien mit Kindern. Ein Sinnespfad mit großem Spielplatz und ein Bouleplatz sind ebenfalls vorhanden. Das Naturfreundehaus ist sonntags und mittwochs von 14–18 Uhr geöffnet, im Sommer auch samstags.

Kultur
- Der junge Kulturverein sturmfrei e. V. existiert seit 2023 und trägt das ebenfalls 2023 erstmals durchgeführte Innenstadtfestival „Bel R!“, das im Frühsommer niedrigschwellig in der gesamten Innenstadt sowie am Landungsplatz Kunst- und Kulturveranstaltungen anbietet. Ein weiteres Projekt des Vereins ist der Lokalkulturpodcast „Steilzeit“, bei dem die Kulturschaffenden Christian Bihn und Dr. Stella Lorenz zweiwöchentlich Menschen zum Gespräch einladen, die die Stadt prägen und geprägt haben.
- Der Förderverein Lesen und lesen lassen e. V. organisiert seit 1997 als gemeinnütziger Verein die Rüsselsheimer Lesewochen mit ca. 60–70 Autorenlesungen und Schreibwerkstätten in Schulklassen in Rüsselsheim und anderen Städten des Kreises Groß-Gerau. Dieses Leseförderungs-Projekt wird bereits seit 1985 mit Hilfe von Schulen, der Stadtbücherei Rüsselsheim und zahlreichen Unterstützern und Sponsoren erfolgreich durchgeführt.
- Der Rüsselsheimer Carneval-Verein 1936 e. V. ist mit ca. 200 Mitgliedern einer der größten kulturellen Vereine in Rüsselsheim. Der Verein widmet sich der Brauchtumspflege des Rheinischen und alemannischen Karnevals, betreibt eine Gardetanzsportabteilung und ist Heimatverein der Guggemusik Bembeljeescher. Der RCV ist Veranstalter des Internationalen Gardetages. Das Event, bestehend aus Fackelumzug, Platzkonzert, Fastnachtsumzug und Manöverball, findet jährlich am zweiten Wochenende vor Rosenmontag statt und lockt rund 25.000 Zuschauer zum Fastnachtsumzug auf die Rüsselsheimer Straßen.
- Shanty-Chor Rüsselsheim: Seefahrtsromantik am Main! Der 1993 gegründete Männerchor entstand aus der Segelabteilung des TV 1890 Rüsselsheim-Haßloch. Der nur ca. 40 Mitglieder starke Verein ist sowohl lokal als auch regional und überregional, mit durchschnittlich 30 Auftritten pro Jahr, recht aktiv. Man hat es sich zum Ziel gesetzt, das traditionelle Liedgut der Seeleute, den Shanty, zu erhalten und zu pflegen. Man singt nicht nur in Deutsch, sondern auch in Plattdütsch, Französisch und Englisch.

Freizeit
- Die 1953 gegründete Sektion Rüsselsheim des Deutschen Alpenvereins bietet knapp 1400 Mitgliedern[77] in Rüsselsheim ein Betätigungsfeld. Sie betreibt die Rüsselsheimer Hütte. Neben Wander- und Bergtouren wird auch die Möglichkeit zum Klettern an dem Kletterturm in Rüsselsheim-Bauschheim angeboten. Seit November 2006 betreut die Sektion auch die neugeschaffene Kletterwand in der Großsporthalle (ehemals Walter-Köbel-Halle.[78])
- Der Stadtverband Rüsselsheim des Deutschen Jugendherbergswerkes (DJH) im Lvb. Hessen e. V. bietet seinen Mitgliedern und interessierten Wanderfreunden monatliche Wanderungen in umliegende Mittelgebirge per Busanfahrt an.
- Die Disaster-Dancers Rüsselsheim e. V. wurden 2007 mit 15 Mitgliedern gegründet. Der Verein betreibt Modern American Square Dance, der weltweit getanzt wird. Der Verein hat heute über 40 Mitglieder und konnte seit seiner Gründung bisher weit über 1000 mittanzende Gäste aus vielen Ländern bei seinen wöchentlich freitags stattfindenden Clubabenden begrüßen.
- CompUser Club Mainspitze e. V. hilft allen Rüsselsheimer Einwohnern und umliegender Orte beim Umgang mit modernen elektronischen Kommunikationsmitteln (z. B. diverse Computer, Handys oder Betriebssystemen) weiter.
- Der Schachverein Rüsselsheim 1929 e. V. veranstaltet jeden Donnerstag in einem Gebäude neben dem Stadttheater seinen Spielabend.

## Persönlichkeiten

### Ehrenbürger
- Ludwig Dörfler (1887–1957), ehemaliger Bürgermeister von Rüsselsheim
- Roland Plaisance (1925–2017), ehemaliger Bürgermeister der Rüsselsheimer Partnerstadt Évreux

### Söhne und Töchter der Stadt
Künstler
- Hermann Ebel (1713–1781), Maler
- Heinrich Heim (1850–1935), Maler
- Heinz Hohmann (1879–1949), Maler

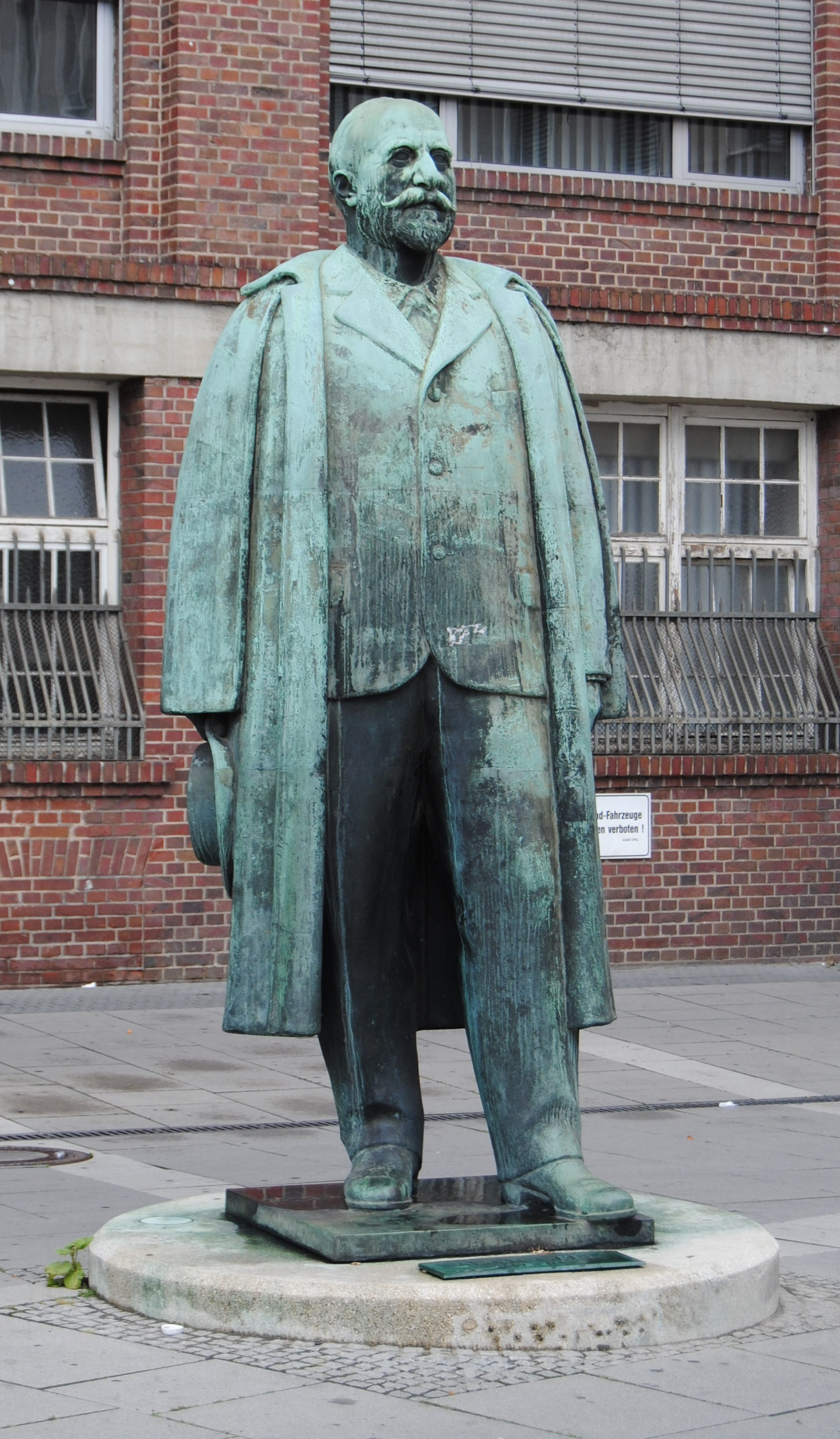
Adam-Opel-Denkmal in der Innenstadt

- Martin Kirchberger (1960–1991), Regisseur, Mitbegründer der „Wendemaler“ und von „Cinema Concetta“
- Oliver Sauer (* 1960), Schauspieler
- Andrea Stoll (* 1960), Autorin und Dramaturgin
- Dagmar (* 1962), Sängerin
- Germa Marquez (* 1966), spanische Malerin
- Carlos Marín (1968–2021), spanischer Bariton, Mitglied des Pop-Opera-Quartetts Il Divo
- Udo Niebergall (* 1968), Musiker, Musikproduzent und Konzertveranstalter
- Oliver Hartmann (* 1970), Songwriter, Sänger, Produzent und Gitarrist
- Oliver Elser (* 1972), Architekt
- Michael Riedel (* 1972), Konzeptkünstler
- Hardy Rittner (* 1981), Pianist
- Alexander Keen (bürgerlich Alexander Kühn; * 1982), Model
- Johanna Klein (* ≈1994), Jazzmusikerin
- Mero (* 2000), Rapper

Politiker
- Johann Conrad Firnhaber von Eberstein (1776–1849), hessischer Landtagsabgeordneter
- Thomas von Hauck (1823–1905), Reichstagsabgeordneter (Zentrum)
- Otto Zink (1925–2008), Gewerkschafter und Politiker (CDU), MdB
- Norbert Blüm (1935–2020), CDU-Politiker und Bundesminister a. D.
- Gerald Weiß (1945–2022), CDU-Politiker, ehem. Mitglied des Deutschen Bundestages
- Andrea Ypsilanti (* 1957), SPD-Politikerin, ehem. Mitglied des Hessischen Landtags
- Roger Lenhart (* 1958), CDU-Politiker, ehem. Mitglied des Hessischen Landtags
- Renate Meixner-Römer (* 1960), SPD-Politikerin
- Birgit Pelke (* 1961), SPD-Politikerin
- Elisabeth Scharfenberg (* 1963), Politikerin (Bündnis 90/Die Grünen)
- Stefan Sauer (* 1966), Politiker (CDU), Bürgermeister von Groß-Gerau, Mitglied des Deutschen Bundestages, Staatssekretär im Hessischen Ministerium für Digitalisierung und Innovation
- Patrick Burghardt (* 1980), CDU-Politiker

Sportler
- Fritz von Opel (1899–1971), Motorsportler, Enkel von Adam Opel
- Conny Rudhof (1934–1984), Berufsboxer
- Peter Kraus (1941–2024), Hockeyspieler und Olympiasieger
- Guido Schäfer (* 1964), Fußballspieler und Sportredakteur
- Anke Wild (* 1967), Feldhockeyspielerin
- Britta Becker (* 1973), Feldhockeyspielerin
- Oliver Domke (* 1976), Hockeyspieler
- Christian Domke (* 1978), Hockeyspieler
- Kosta Rodrigues (* 1979), Profi-Fußballspieler
- Uwe Hesse (* 1987), Fußballspieler
- Sabine Volz (* 1990), Kanutin
- Furkan Zorba (* 1998), Fußballspieler
- Ali Ibrahimaj (* 1991), Fußballspieler

Wirtschaft und Wissenschaft
- Philipp Engel von Klipstein (1777–1866), Forstmann und Landtagsabgeordneter, geboren in Königstädten
- Carl Jacob Ettling (1806–1856), Mineraloge
- Ernst Zimmermann (1812–1877), Jurist, Professor an der Universität Basel, Richter am Oberappellationsgericht der vier Freien Städte
- Adam Opel (1837–1895), Gründer der heutigen Adam Opel AG
- Heinrich von Opel (1873–1928), Fabrikant und Inhaber der Opel-Werke
- Friedrich Opel (1875–1938), Radsportler, Ingenieur, Automobilrennfahrer und Unternehmer
- Heinrich Bärsch (1899–1971), Architekt und stellvertretendes Vorstandsmitglied von Opel
- Hans von Opel (1899–1948), Industrieller
- Irmgard von Opel (1907–1986), Springreiterin und Unternehmerin
- Klaus Fuchs (1911–1988), Student bei Max Born, maßgeblich an der Entwicklung der Plutoniumbombe „Fat Man“ beteiligt und wegen Spionage verurteilter Physiker
- Philipp Gütlich (1934–2022), Chemiker und Hochschullehrer
- Tamara Choitz (* 1958), Altphilologin
- Christof Gramm (* 1958), Jurist, Präsident des Militärischen Abschirmdienstes (MAD)
- Volkhard Huth (* 1959), Professor für Geschichte und Genealoge
- Jürgen Treber (* 1960), Jurist
- Rolf Drechsler (* 1969), Professor für Rechnerarchitektur an der Universität Bremen
- Annette Warner (* 1970), Ägyptologin und Mathematikhistorikerin
- Christian Steiner (* 1973), Geograph

Journalisten und Schriftsteller
- Erhard Schmied (* 1957), Schriftsteller und Drehbuchautor
- Fritz Frey (* 1958), Chefredakteur Fernsehen des Südwestrundfunks und Moderator
- Pierre Dietz (* 1963), Schriftsteller und Animationsdesigner
- Inka Schneider (* 1967), Moderatorin und Journalistin
- Georg Magirius (* 1968), Schriftsteller und Featureautor für den Hörfunk

### Persönlichkeiten, die in Rüsselsheim wirken oder gewirkt haben
Künstler
- Diether Ritzert (1927–1987), Maler und Graphiker
- Bengt Fosshag (* 1940), Grafikdesigner und Illustrator
- Ottmar Hörl (* 1950), Künstler

Politiker
- Ludwig Albrecht Braun (1797–1869), hessischer Landtagsabgeordneter, Pfarrer in Rüsselsheim
- Friedrich Zängerle (1911–1996), ehem. Stadtverordneter, erster Betriebsratsvorsitzender der Adam Opel AG, Widerstandskämpfer, Gewerkschafter, KPD-Politiker
- Heidemarie Wieczorek-Zeul (* 1942), SPD-Politikerin und Bundesministerin a. D.
- Georg Jung (1870–1922), hessischer Landtagsabgeordneter und stellvertretender Bürgermeister in Rüsselsheim

Sportler
- Otto Barić (1932–2020), Fußball-Globetrotter und 1967 bis 1969 Trainer des SC Opel 06 Rüsselsheim
- José Varela (* 1960), ehemaliger Box-Europameister
- Abdelaziz Ahanfouf (* 1978), Profi-Fußballspieler
- Meike Freitag (* 1979), Schwimmerin, zweifache Vizeweltmeisterin
- Cara Bösl (* 1997), Profi-Fußballspielerin, spielte in der Jugend bei SV Alemannia Konigstädten und bei SC Opel 06 Rüsselsheim, nun bei der Frankfurter Eintracht.

Theologen
- Emil Fuchs (1874–1971), evangelischer Theologe, Sozialdemokrat, Vater von Klaus Fuchs (1911–1988)

Wissenschaftler
- Ernst Erich Metzner (* 1938), Sprachwissenschaftler und Historiker